# Tram van Kopenhagen
De tram van Kopenhagen was het trambedrijf van de Deense hoofdstad Kopenhagen. Tussen 1863 en 1972 reden hier trams. In 2013 werd besloten tot aanleg van een nieuw trambedrijf (opening verwacht in 2025).
De tram van Kopenhagen was het eerste trambedrijf (Sporveje in het Deens) in Denemarken. In 1863 werd de eerste tramlijn geëxploiteerd door een Brits particulier bedrijf, de Copenhagen Railway Company Ltd. (CRC). In 1911 nam de stad Kopenhagen het bedrijf over en exploiteerde het trambedrijf verder als Københavns Sporveje (KS).
107 jaar na de start werd het trambedrijf in 1972 opgeheven. Lijn 5, de laatste lijn die was overgebleven, was tevens de laatste tramlijn van Denemarken. De trambedrijven in Aarhus (1884-1971) en Odense (1911-1952) waren later begonnen en eerder opgeheven.
Trams in Denemarken zijn er sindsdien uitsluitend bewaard gebleven in het Trammuseum Skjoldenaesholm, veertig kilometer ten westen van Kopenhagen. Het trammuseum werd geopend in 1978 en sindsdien kan men daar ritjes maken met een van de vele Deense museumtrams.
In 2017 startte een nieuw trambedrijf in Aarhus, de Aarhus Letbane, in 2022 gevolgd door de Odense Letbane. Ook in Kopenhagen is een nieuwe "letbane" (lightrail) in aanbouw - zie hier - die volgens de planning in het najaar van 2025 zal worden geopend.

## Geschiedenis

### Stoom- en paardentram

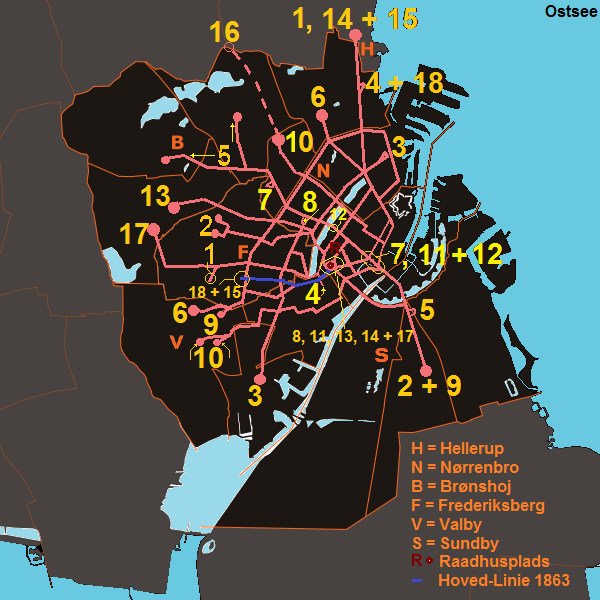
Tramnet van Kopenhagen omstreeks 1920. De eerste route van de Hovedlinien uit 1863 is blauw gemarkeerd. De 'zuurtram' reed op de route van de latere lijn 7.

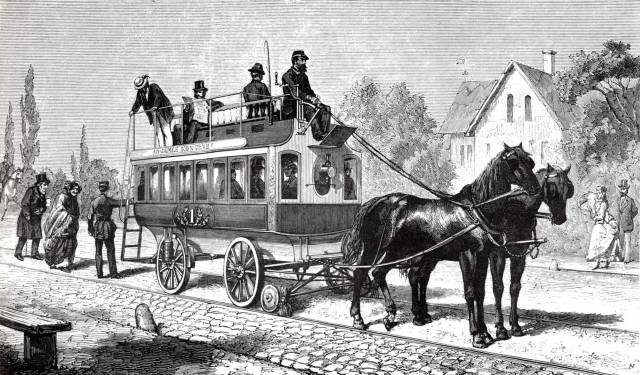
Paardentram in 1872.

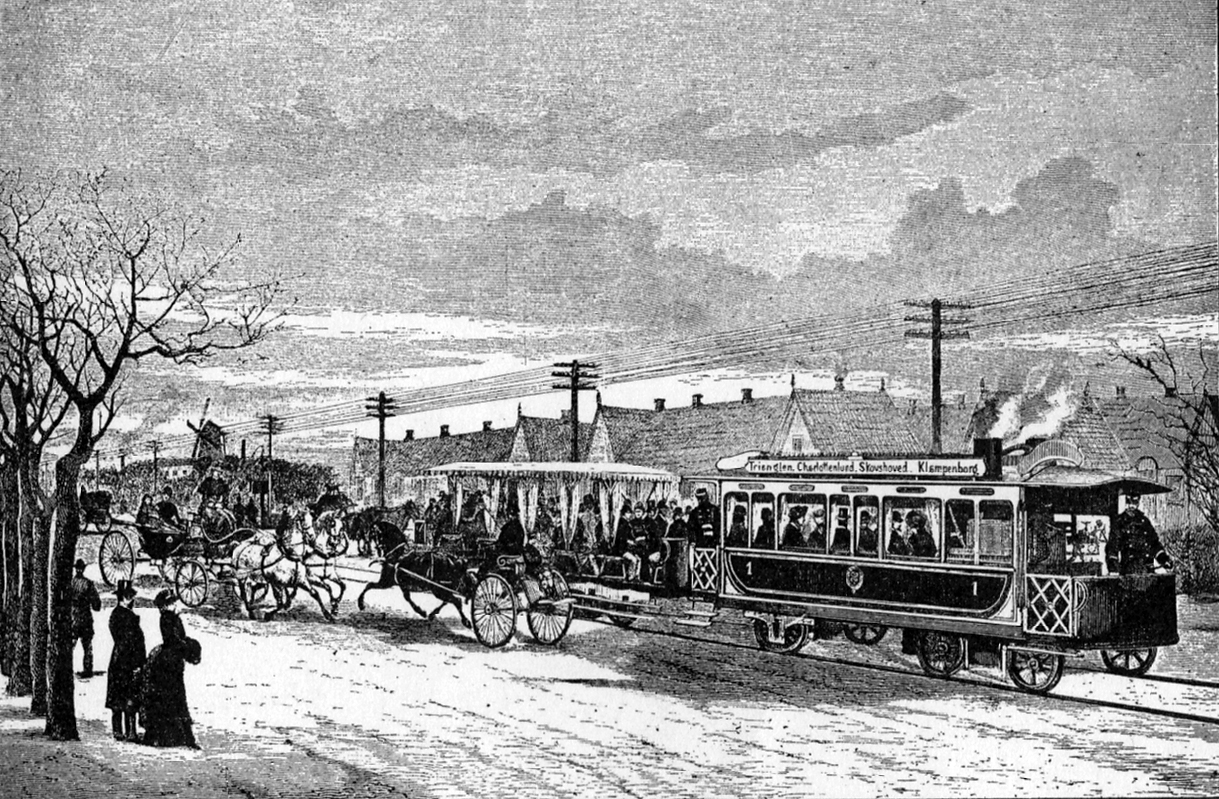
Stoomtram in 1886.

De eerste paardentram in Kopenhagen reed op 22 oktober 1863. De Hovedlinien (de stam- of hoofdlijn) liep van Frederiksberg Runddel via de Vesterbrogade naar het stadscentrum. De Copenhagen Railway Company (CRC) breidde het net vervolgens uit.
Nadat er meerdere paardentramlijnen waren geopend werd Trianglen een belangrijk verkeersknooppunt, naast Radhuspladsen (Stadhuisplein) in het centrum van de stad.
Eind 1865 richtte bankier en industrieel Carl Frederik Tietgen de tramlijn Kjøbenhavns Sporvei-Selskab (KSS) op, en nam enkele trams over van de CRC. De CRC verkeerde toen reeds enkele jaren in insolventie. De CRC ging datzelfde jaar failliet. Naast de vier voormalige lijnen van het CRC exploiteerde Tietgens KSS andere routes, waaronder die met door paarden getrokken bussen. De laatste paardentram in Kopenhagen reed in 1915.
De eerste stoomtram van de Strandvejens Dampsporvejs-Selskab ging rijden in 1884 in het noorden van de stad. De lijn liep van Trianglen, een plein in het noorden van Kopenhagen, via Hellerup, via de gemeente Gentofte naar Klampenborg. De lijn werd bereden met stoomwagens van het type Rowan. Dit traject werd later bereden door de elektrische tramlijn 14.

### Elektrische tram

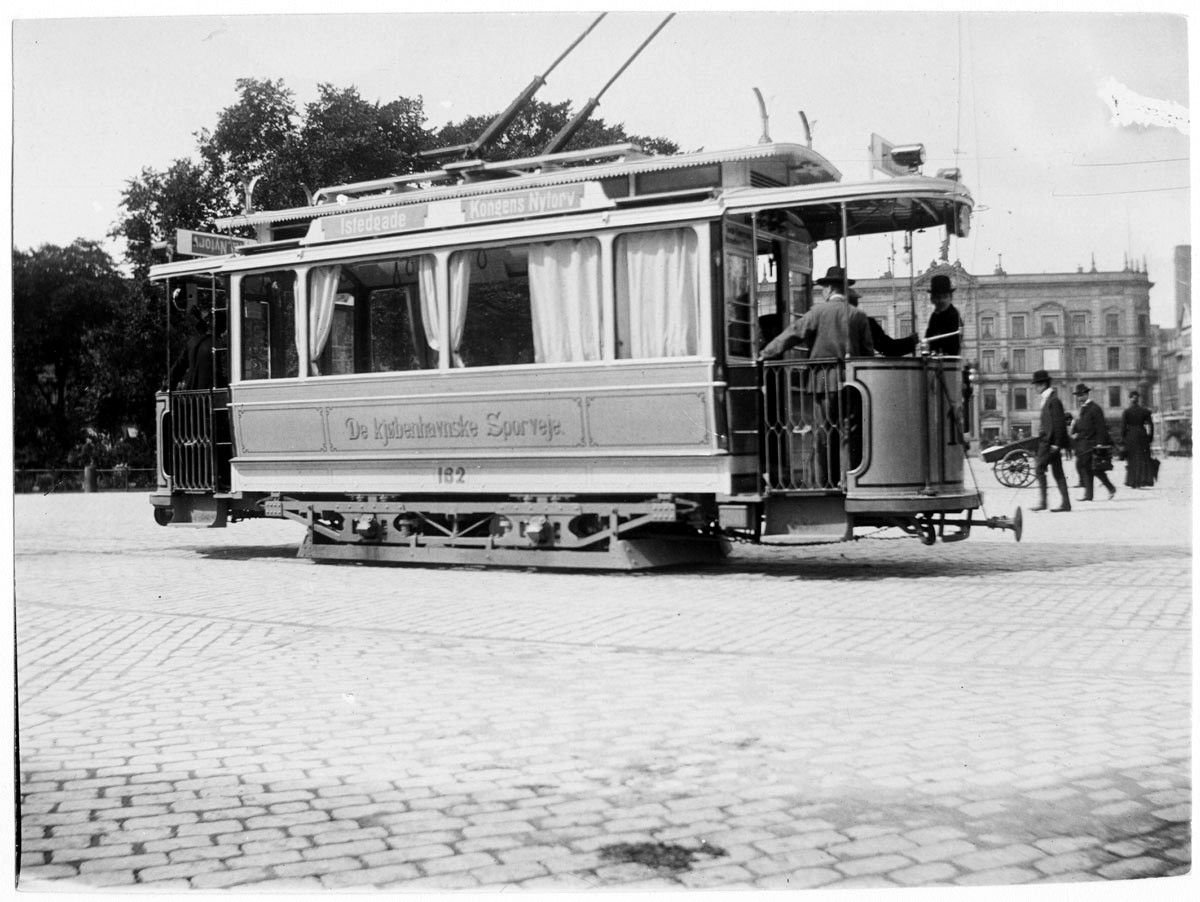
Elektrische tram van De Kjøbenhavnske Sporveje (DKS); circa 1902.

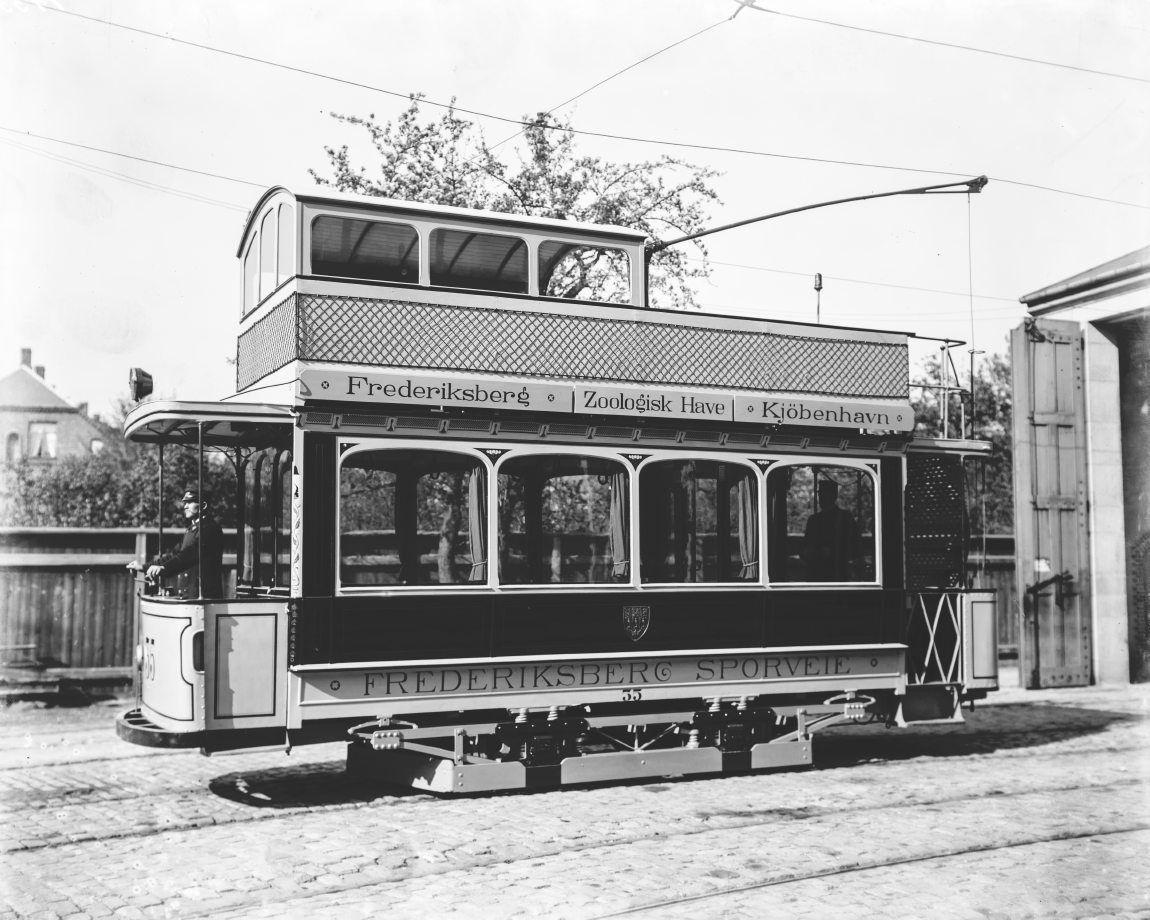
Tram van de Frederiksberg Sporveje in Frederiksberg; circa 1910.

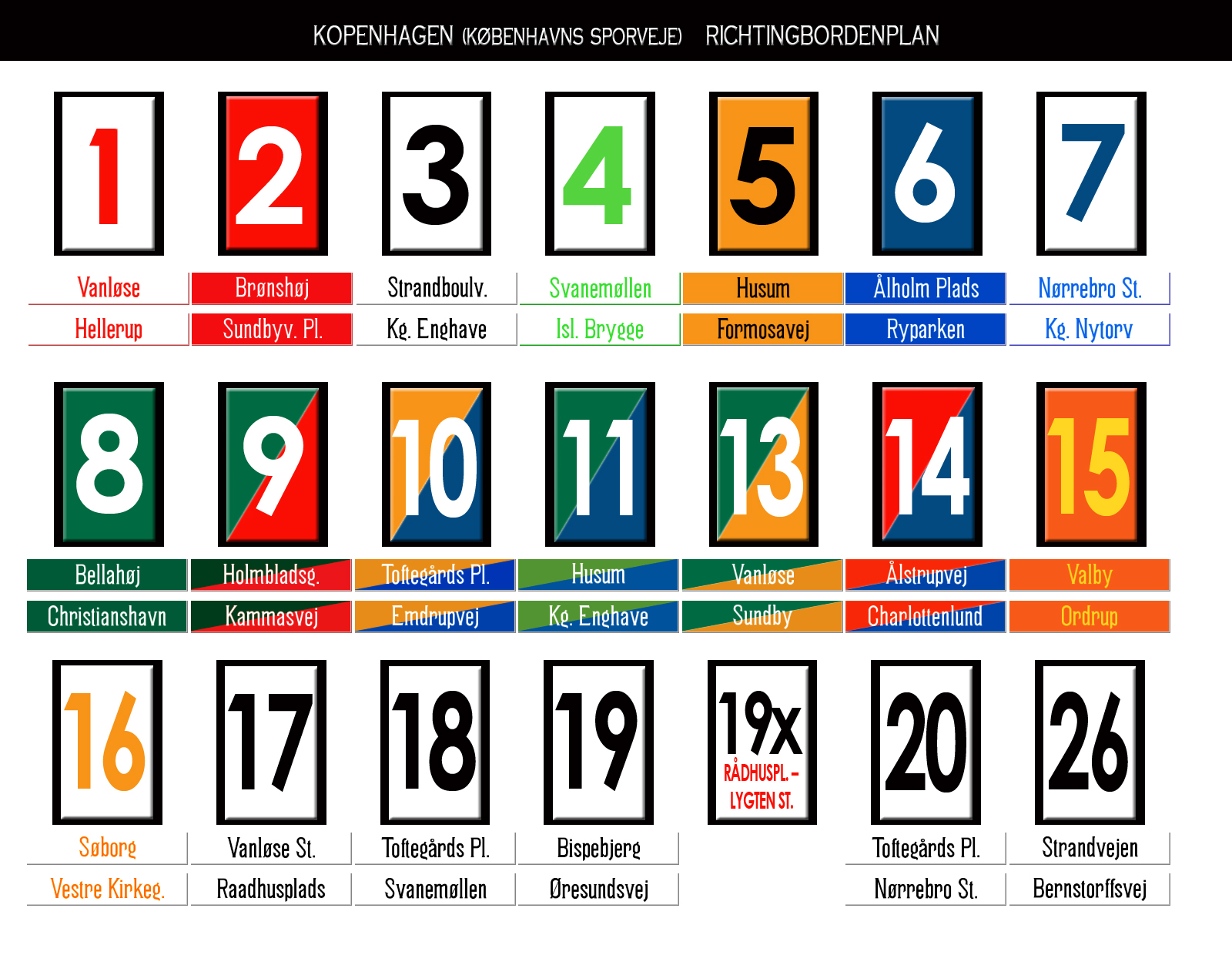
Overzicht van de lijnkleuren in Kopenhagen.

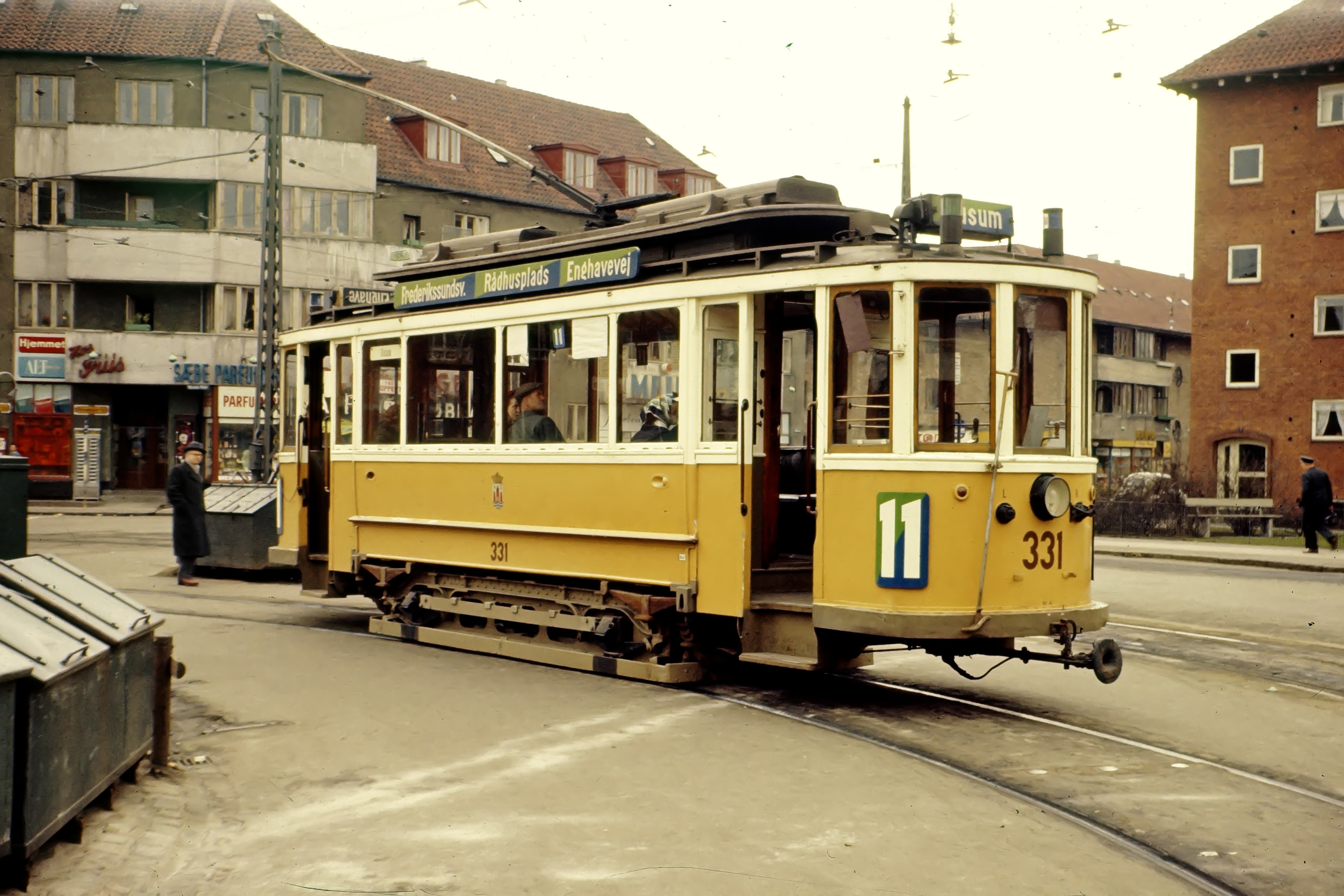
Motorwagen 331 op lijn 11 op de Mozarts Plads; kort voor de opheffing; maart 1958.

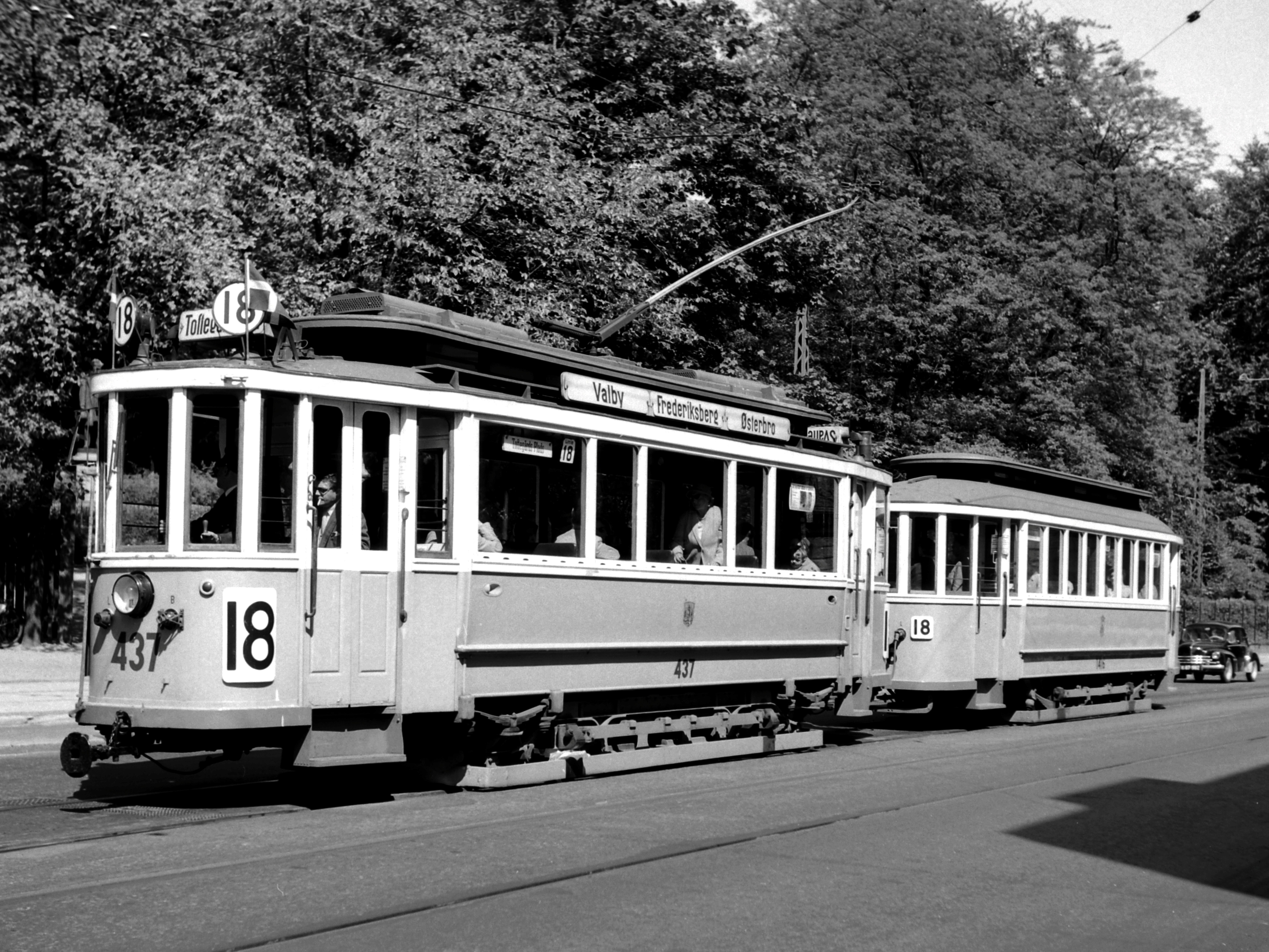
Tramstel 437 + 1416 op lijn 18, kort voor de opheffing in 1958. Motorwagen 437 behoort nu tot de collectie van het Trammuseum Skjoldenaesholm.

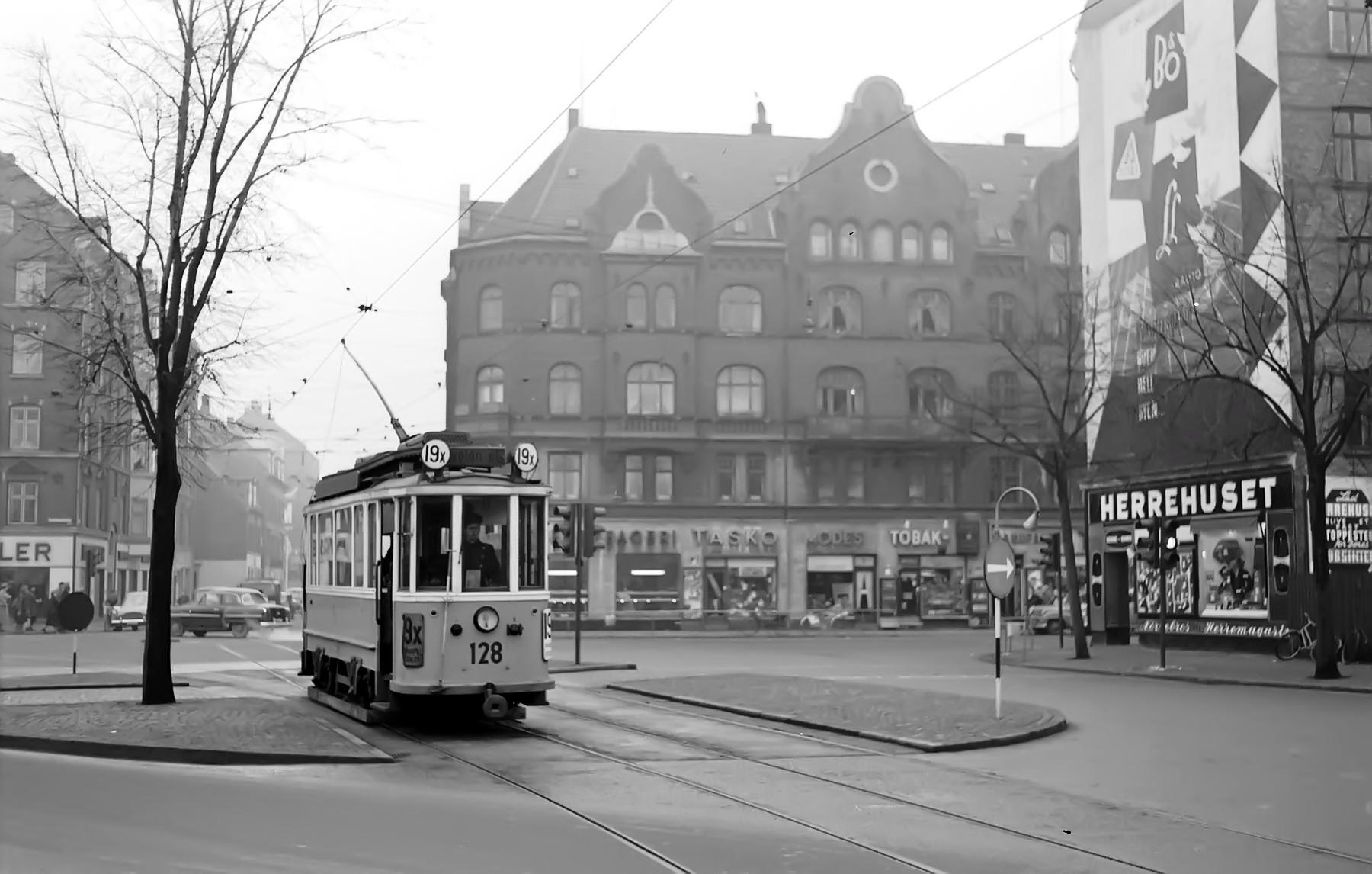
Motorwagen 128 op lijn 19x. Dit lijnnummer werd gebruikt voor spitsuurritten tussen Rådhuspladsen en Lygten Station tussen 1956 and 1958; 1 februari 1958.

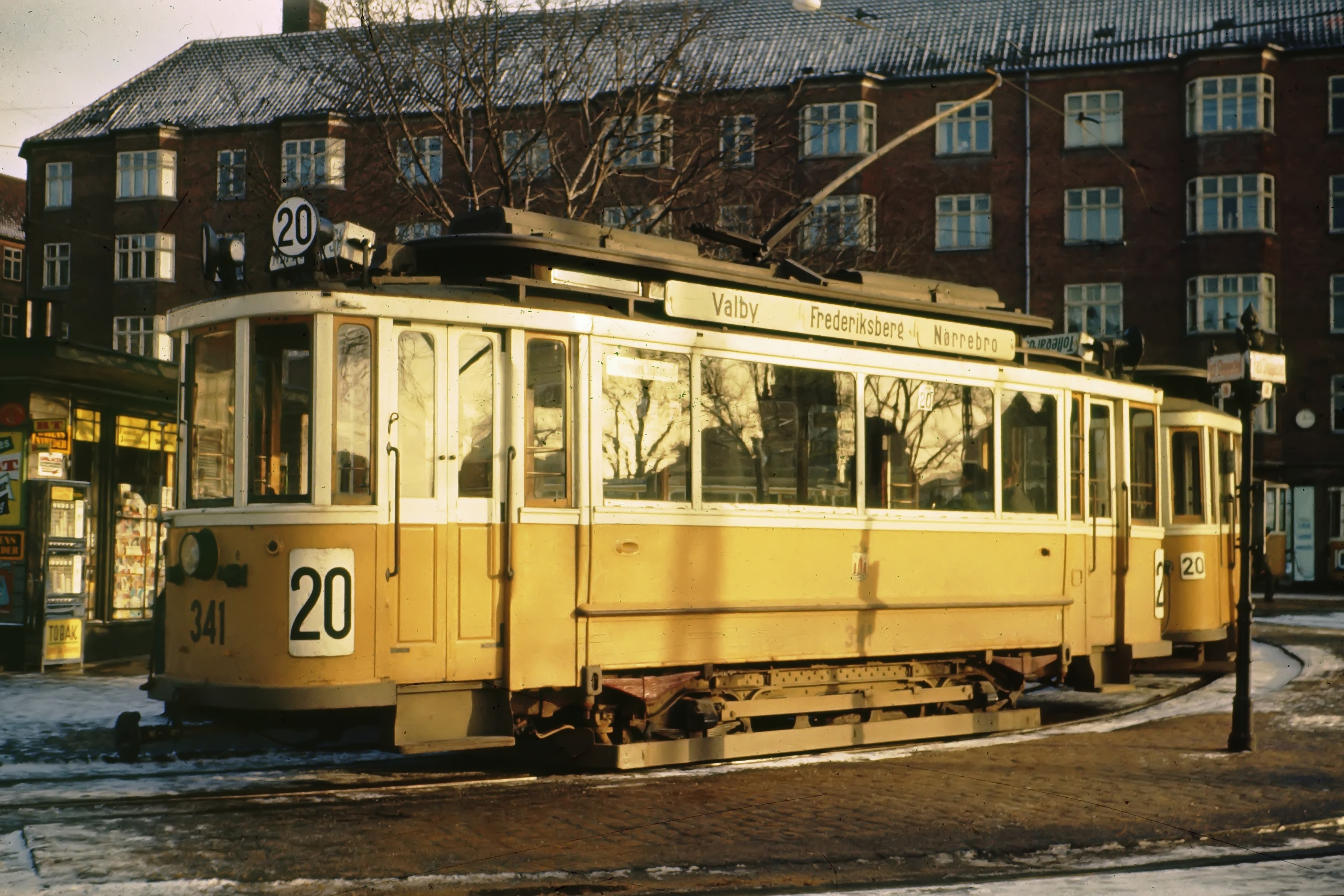
Motorwagen 341 op lijn 20 op de Toftegårds Plads. De foto is gemaakt tussen 1954 en 1958. Lijn 20 werd opgeheven in 1958.

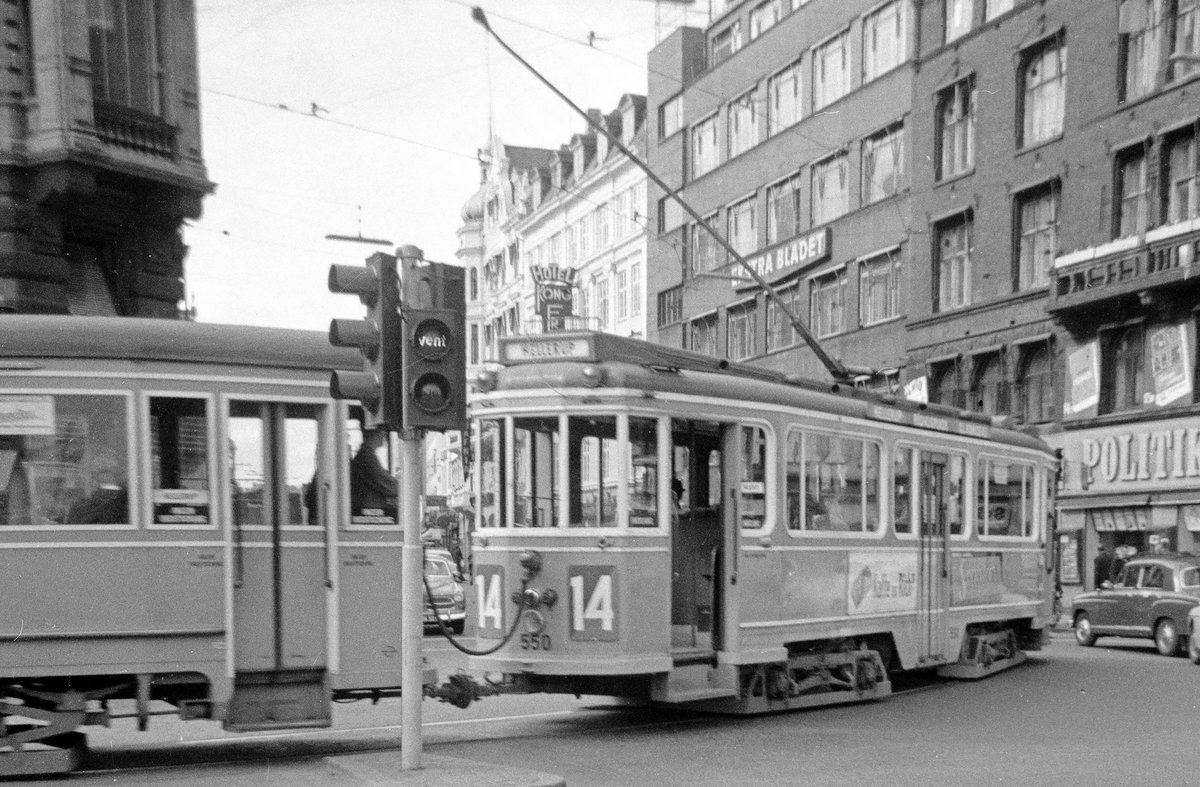
Vierassige motorwagen 550 op lijn 14 in de Vester Voldgade; 1964.

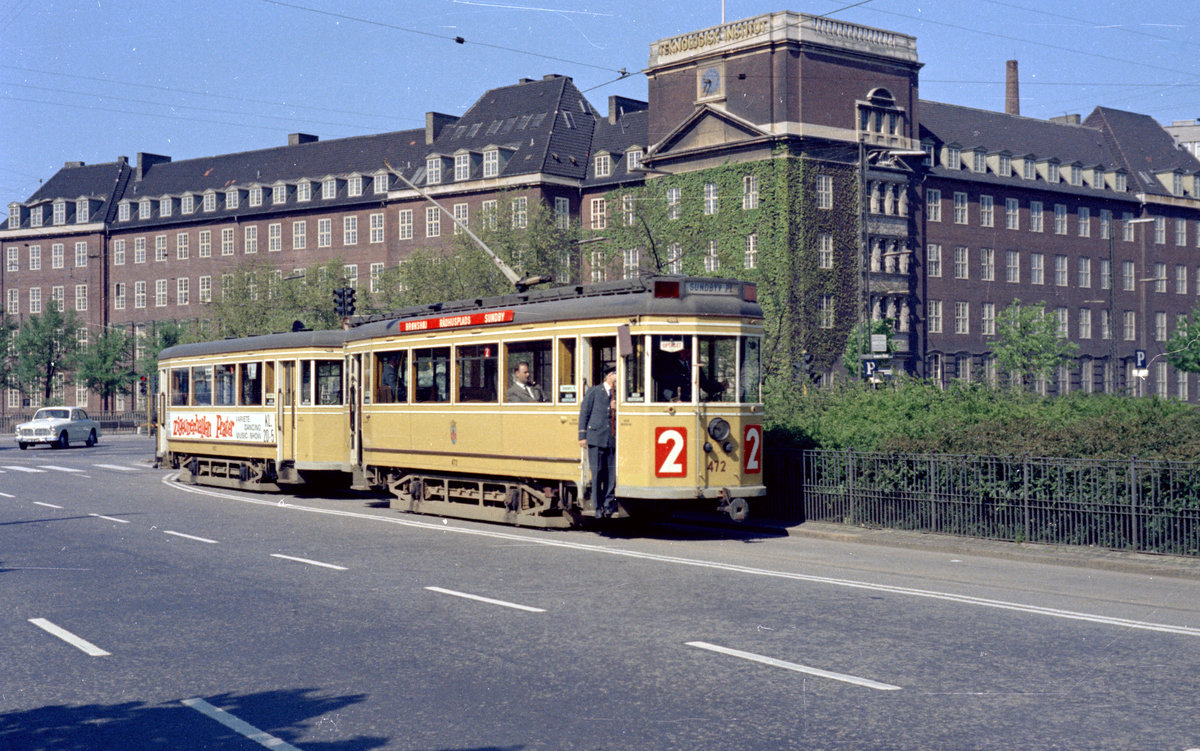
Tramrondrit voor leden van de Sporvejshistorisk Selskab (Deense vereniging voor tramgeschiedenis) met motorwagen 472 en bijwagen 1052, als lijn 2 op de Jarmers Plads; 23 mei 1968.

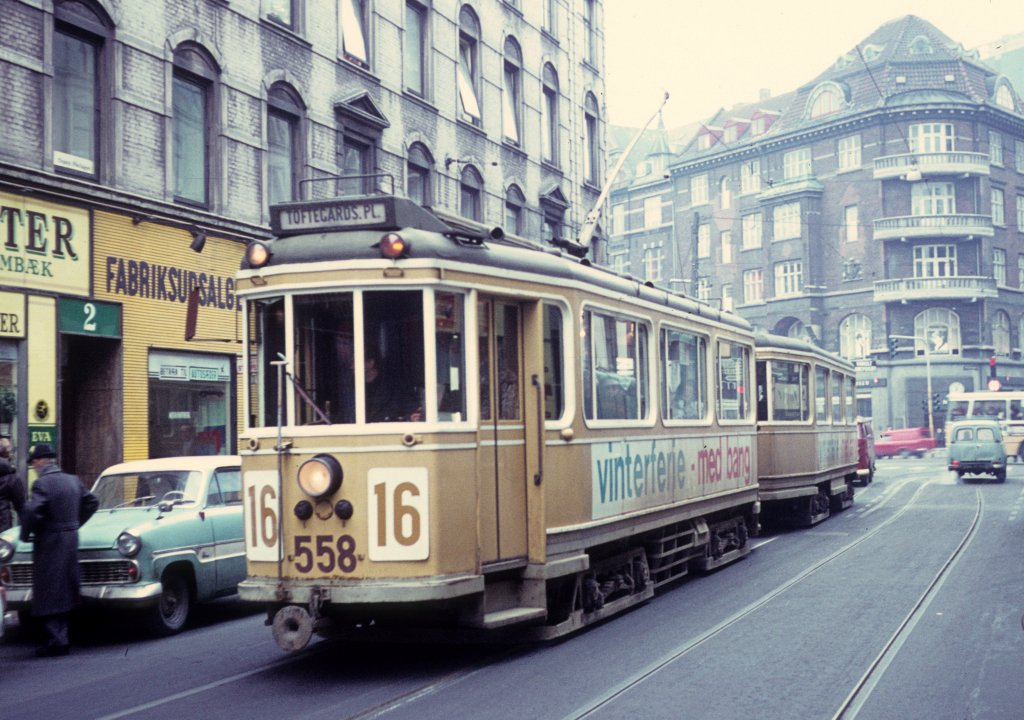
Motorwagen 558 op lijn 16, op de Gasværksvej; 11 maart 1970.

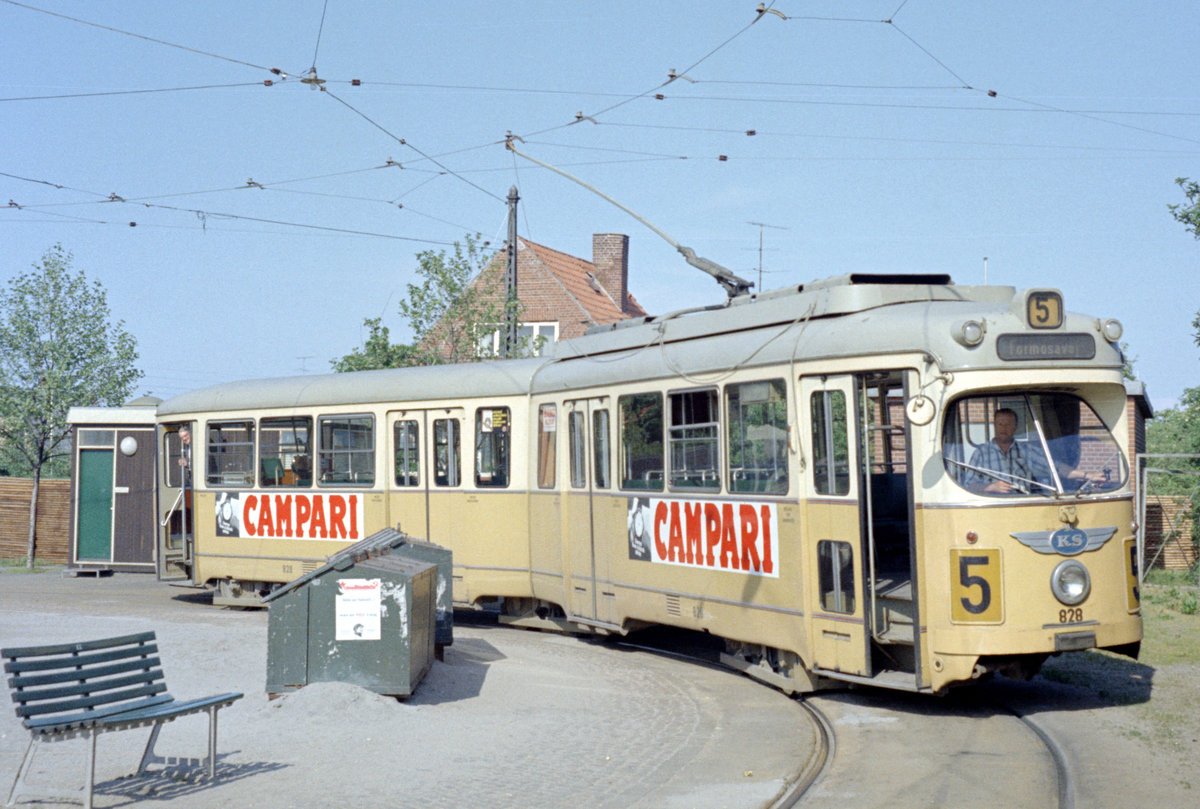
Gelede Düwag-tram 828 aan het eindpunt Formosavej van lijn 5; 12 juni 1969.

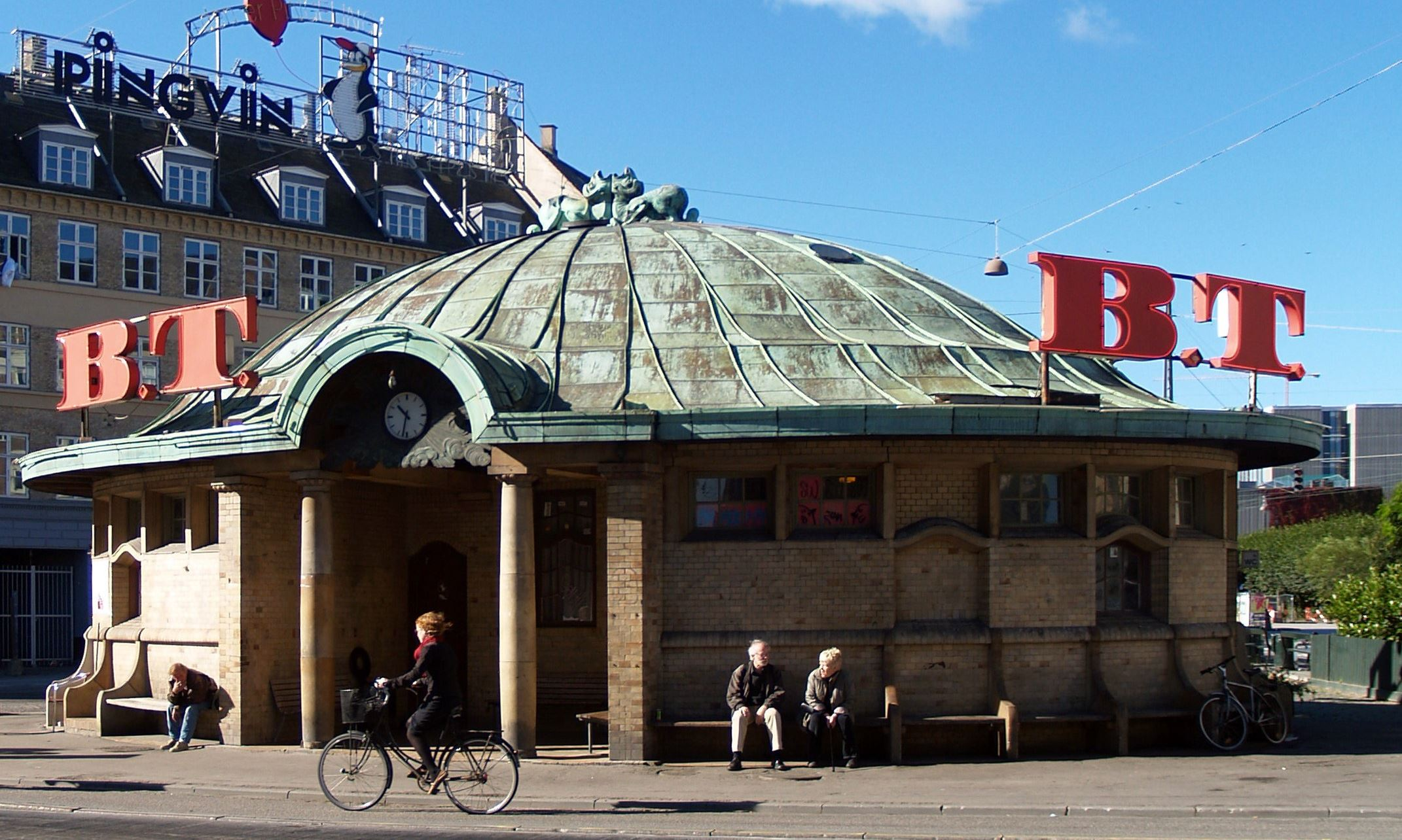
Een herinnering aan de Kopenhagense tram: 'De Bij', wachtruimte en kiosk uit 1907 op Trianglen; 2007.

In 1897 ging de eerste elektrische tram rijden. Aanvankelijk was dit een tram met accumulatoren, nog zonder bovenleiding. Dit was de Nørrebrogadelinie, waarvan de trams reden tussen Kongens Nytorv (Koningsplein) in het stadscentrum en het noordoosten van Nørrebro (de latere lijn 7). De lijn was bekend als 'de zure tram' omdat de batterij in de tram een zure geur verspreidde. Het gebruik van accutrams werd na vijf jaar, in 1902, beëindigd.
De Kjøbenhavnske Sporveje (DKS) werd opgericht in 1898. Dit trambedrijf ontstond uit de fusie van vijf particuliere bedrijven, waaronder de door C.F. Tietgen opgerichte KSS.
In 1899 werd de eerste tramlijn in Kopenhagen geëlektrificeerd met bovenleiding. De uniforme lijnnummers werden geïntroduceerd op 27 november 1902.
In 1903 opende de Tuborg Klampenborg Elektriske Sporvej (TKES), een dochteronderneming van de DKS, een 5,5 km lange elektrische tramlijn in de noord-zuid richting. Deze voerde via de Gentofte Strandvej en verving stoomtram op deze route. De tramlijn werd in 1908 via de Bernstorffsvej verlengd.
In 1911 werd vanuit de TKES, een energiebedrijf dat aanvankelijk bestond uit een elektriciteitscentrale in Skovshoved en de Gentofter tram, tussen Hellerup en Klampenborg, dat naast de eigen tramlijnen ook andere bedrijven stroom leverde, de onafhankelijke Nordsjællands Elektricitets- og Sporvejs Aktieselskab (NESA of NESAG) opgericht.
De NESA verving in 1953 haar tramlijnen (14 en 15) door trolleybussen. Deze lijnen eindigden voortaan bij de stadsgrens. Na 63 jaar trok de naamloze vennootschap zich in 1974 uiteindelijk geheel terug als vervoerbedrijf en concentreerde zich op haar energiedivisie. In 2006 fuseerde het met Dansk Olie og Naturgas A/S en vier andere energiebedrijven tot Dong Energy Aktieselskabom en werd de grootste energieleverancier van Denemarken.

### Gemeentelijke exploitatie
De stad Kopenhagen startte op 1 augustus 1911 met de exploitatie van het trambedrijf Kopenhagen Sporveje (KS), opgericht in 1898, na de overname van DKS. In 1919 nam KS het trambedrijf van Frederiksberg over. De Frederiksberg Sporvejsselskab exploiteerde sinds 14 juni 1872 een paardentram in Frederiksberg. In 1896 fuseerde dit bedrijf het de Falkoneralléens Sporvejsselskab, opgericht in 1883, en vormde de Frederiksberg Sporvejs- og Elektricitets Aktieselskab, die in 1919 onderdeel werd van de KS. Met deze laatste overname beschikte de stad Kopenhagen over een uitgebreid netwerk van 14 gemeentelijke KS-tramlijnen (1 t/m 10, 13, 14, 15, 17, 18), waarmee buitenwijken als Hellerup, Brønshøj, Valby en Sundby op Amager konden worden bereikt.
In de jaren twintig kwamen er nog de tramlijnen 11, 16, 19 en 20 bij. Lijn 17 verdween in 1931. In 1952 bereikte het tramnet zijn grootste omvang, met 214 km enkelspoor. In de jaren vijftig werden enkele lijnen opgeheven: 4 ,11, 18 en 20, daarna waren er nog zestien tramlijnen. Lijn 4 was in 1955 de eerste tramlijn die door een busdienst werd vervangen.
De trams met de nummers 1 t/m 446 (motorwagens) en 1001 t/m 1460 (bijwagens) werden overgenomen van de vroegere trambedrijven van voor 1919. Vanaf 1929 werd een grote serie vierassige motorwagens (Lundingvogne; serie 501) met bijbehorende bijwagens (serie 1501) gebouwd. Deze trams werden gebouwd door Scandia te Randers en door de hoofdwerkplaats van het trambedrijf. In 1930 werden de eerste en in 1941 de laatste trams van dit type afgeleverd, er waren toen 108 motorwagens (501-608) en 83 bijwagens (1501-1583). Daarnaast werden er nog tien motorwagens geleverd aan de NESA (921-930), voor de lijnen 14 en 15.
In de jaren 1942-1947 werd nog een reeks tweeassige trams gebouwd (Scrapvogne; series 447-490 en 1001-1065). Vanaf 1948 kwamen er acht gestroomlijnde vierassers (Dukke Lise'; serie 701-708), die niet door een grotere serie werden gevolgd. Zij reden uitsluitend op lijn 2.

### Modernisering en opheffing van de tram
In 1963 vierde het trambedrijf zijn honderdjarige bestaan. Tussen 1960 en 1966 schafte Kopenhagen 100 nieuwe Düwag-gelede wagens aan (serie 801-900) en moderniseerde daarmee het wagenpark. De oude tweeassige trams werden buiten dienst gesteld en afgevoerd. Vanaf 1964 werden deze verbrand. De laatste reden in 1966. Daarna werd het tramnet uitsluitend met vierassers en zesassers bereden. De laatste reeks gelede trams werd vanaf 1966 in ruwbouw geleverd en in de eigen tramwerkplaats verder afgewerkt. De laatste tram (nr. 900) werd in 1968 in dienst gesteld toen al bekend was dat het trambedrijf zou worden opgeheven en uiteindelijk hebben de laatste wagens maar vier jaar in Kopenhagen dienst gedaan. Voor de stroomvoorziening bleef men gebruik maken van de trolleystang en ook behielden de wagens tot het einde hun conducteurzitplaats.
Nadat enkele tramlijnen al door buslijnen werden vervangen, werden vanaf 1963 jaarlijks een of twee tramlijnen verbust. Ondanks de grote modernisering met gelede trams werd halverwege de jaren zestig besloten om het trambedrijf op te heffen en alle tramlijnen te vervangen door busdiensten. In 1963 reden er nog zestien tramlijnen: 1, 2, 3, 5, 6, 7, 8, 9, 10, 13, 14, 15, 16 en 19. Datzelfde jaar werd lijn 15 opgeheven, in 1964 volgden de lijnen 13 en 19. In 1965 werden de lijnen 8 en 14 opgeheven, in 1966 lijn 9, in 1967 reden lijn 1 en de toeristenlijn voor het laatst. De toeristenlijn t voerde tussen 1960 en 1967 een speciale dienst uit t.b.v. toeristen. In 1968 werden de lijnen 3 en 10 opgeheven, in 1969 gevolgd door de lijnen 2 en 6, in 1970 door lijn 16 en in 1971 door lijn 7. Op 22 april 1972 reden de laatste trams van Københavns Sporveje op lijn 5, de laatst overgebleven en drukste tramlijn. Op 23 april werd met een grote tramoptocht afscheid genomen van de tram.
Van de nog vrij nieuwe gelede wagens van Düwag werden er 99 verkocht aan de tram van Alexandrië in Egypte. Een wagen (841) was door brand verwoest. De helft van de trams werd al in 1969 naar Egypte verscheept omdat het bedrijf toen al over de helft van de wagens wilde beschikken, drie jaar voor de opheffing van de tram, waardoor er de laatste jaren weer meer oudere vierassers bleven rijden. De laatste en hoogst genummerde wagens vertrokken per schip in 1972. Sommige van deze trams rijden na een halve eeuw nog steeds in Alexandrië. Een deel in gehavende toestand, een deel is inmiddels gereviseerd.
In 2001 keerden twee van de gelede wagens (815 en 890) terug naar Denemarken en werden toegevoegd aan de collectie van het Trammuseum Skjoldenæsholm.

### Gebruik van lijnkleuren
In Kopenhagen is altijd, zolang er elektrische trams waren, gebruik gemaakt van gekleurde lijnaanduidingen. De trams waren op de voorkant en de achterkant voorzien van twee grote staande, rechthoekige emaillen borden van ongeveer 1,00 x 0,75 meter. Deze waren onder het raam aangebracht en meegebogen met de ronding van de voorkant. Hierop werd de kleurencombinatie van de bewuste tramlijn getoond. Dit systeem kon goed dienst blijven doen omdat er in Kopenhagen weinig veranderingen werden aangebracht in het lijnennet. Enkele korte lijnen met een tijdelijk karakter, bijvoorbeeld spitsuurlijnen, kregen een eenvoudiger bord. Meestal was dit wit met zwarte cijfers erop. In het Trammuseum Skjoldenaesholm zijn de lijnkleurborden nog aan te treffen.

### Tramlijnen
Overzicht van de 20 tramlijnen van Kopenhagen. De lijnen 11 en 12 waren aanvankelijk paardentramlijnen, lijn 12 was later een trolleybuslijn. De lijnen 1-11 en 13-20 waren elektrische tramlijnen. De lijnen 1-3, 5-10, 13-14, 16 en 19 werden bij de opheffing in de jaren zestig vervangen door buslijnen.
| Lijn | Geopend/ Geëlektrificeerd | Opgeheven/ Vervangen door buslijn | Lijnkleuren (nummer / achtergrond) Lantaarnkleuren | Route bij opheffing of vervanging door buslijn                                                       | Opmerkingen |
| ---- | ------------------------- | --------------------------------- | -------------------------------------------------- | --- | --- |
| 11   | 20 juli 1884              | 14 juni 1915                      | Zwart / wit                                        | Vendersgade – Nørregade – Gammeltorv                                                                 | Paardentramlijn |
| 12   | 7 december 1895           | 27 juli 1917                      | Zwart / wit                                        | Søtorvet – Købmagergade – Amagertorv                                                                 | Paardentramlijn |
| 1    | 4 december 1901           | 30 april 1967                     | Rood / wit Wit / rood                              | Ålestrupvej – Gammel Kongevej – Kongens Nytorv – Østerbrogade – Callisensvej                         | Begonnen als paardentram 22 oktober 1863. Tijdelijk ingekort tot Svanemøllen station tijdens de laatste paar maanden.                      |
| 2    | 16 oktober 1901           | 19 oktober 1969                   | Wit / Rood Rood                                    | Brønshøj Torv – Godthåbsvej – Rådhuspladsen – Torvegade – Sundbyvester Plads                         | Begonnen als paardentram op 19 december 1872.                                                                                              |
| 3    | 1 august 1901             | 28 april 1968                     | Zwart / wit Wit                                    | Mozarts Plads – Enghavevej – Blauwgårdsgade/Stengade – Blegdamsvej – Strandboulevarden, Marstalsgade | Begonnen als paardentram op 12 april 1872                                                                                                  |
| 4    | 10 september 1901         | 2 mei 1955                        | Groen / wit Wit / groen                            | Svanemøllen station – Østerbrogade – Farigmagsgaderne – Hovedbanegården – Ved Glyptoteket            | Begonnen als paardentram 22 juli 1883. Ingekort tot Islands Brygge in 1954.                                                                |
| 5    | 24 april 1903             | 23 april 1972                     | Zwart / geel Geel                                  | Husum Torv – Frederikssundsvej – Nørregade – Amager Boulevard – Formosavej                           | De laatste tramlijn van Kopenhagen en voorlopig van Denemarken. De huidige buslijn 5C volgt nog steeds voor het grootste deel dit traject. |
| 6    | 22 juli 1902              | 27 april 1969                     | Wit / blauw Blauw                                  | Ålholm Plads – Vesterbrogade – Kongens Nytorv – Øster Alle – Rypaarken                               | Begonnen als paardentram op 8 oktober 1893.                                                                                                |
| 7    | 24 februari 1902          | 25 april 1971                     | Blauw / wit Wit / blauw                            | Kongens Nytorv – Nørrebrogade – Nørrebro st. – Frederikssundsvej – Husum Torv                        | Begonnen als paardentram 6 december 1867. Accutram van 1897 tot 1902.                                                                      |
| 8    | 1 august 1901             | 1 mei 1965                        | Wit / Groen Groen                                  | Degnemose Alle – Borups Alle – Rådhuspladsen – Knippelsbro – Bodenhoffs Plads                        | Begonnen als paardentram. |
| 9    | 27 september 1904         | 1 mei 1966                        | Wit / Groen/Rood Groen / rood                      | Toftegårds Plads – Falkoner Alle – Strandboulevarden – Kongens Nytorv – Holmbladsgade                | |
| 10   | 3 september 1905          | 13 oktober 1968                   | Wit / geel/blauw Geel / blauw                      | Toftegårds Plads – Istedgade – Kongens Nytorv – Tagensvej – Emdrup Torv                              | Begonnen als paardentram op 24 mei 1889 |
| 11   | 22 april 1944             | 21 juli 1958                      | Wit / groen/blauw Groen / blauw                    | Mozarts Plads – Istedgade – Rådhuspladsen – Godthåbsvej – Husum Torv                                 | |
| 13   | 1 februari 1915           | 1 november 1964                   | Wit / groen/geel Groen / geel                      | Ålekistevej – HilleRoodgade – Hovedbanegården – Amager Boulevard – Sundby Remise                     | |
| 14   | 30 december 1908          | 17 oktober 1965                   | Wit / rood/blauw Rood / blauw                      | Ålestrupvej – Gammel Kongevej – Nørreport st. – Østerbrogade – Callisensvej                          | Tot 18 augustus 1953 geëxploiteerd in samenwerking met de NESA.                                                                            |
| 15   | 30 december 1908          | 1 november 1963                   | Geel / Rood Rood / geel                            | Skellet – Vesterbrogade – Nørreport st. – Øster Alle – Hans Knudsens Plads                           | Tot 18 augustus 1953 geëxploiteerd in samenwerking met de NESA.                                                                            |
| 16   | 15 oktober 1920           | 26 april 1970                     | Geel / wit Wit / geel                              | Toftegårds Plads – Istedgade – Rådhuspladsen – Nørrebrogade – Emdrup Torv                            | |
| 17   | 1 oktober 1919            | 24. juni 1931                     | Zwart / wit Zwart nummer / wit                     | Vanløse st. – Peter Bangs Vej – Gammel Kongevej – Rådhuspladsen                                      | |
| 18   | 1 oktober 1919            | 21 juli 1958                      | Zwart / wit Zwart nummer / wit                     | Toftegårds Plads – Pile Alle – Falkoner Alle – Jagtvej – Svanemøllen station                         | |
| 19   | 1 februari 1921           | 27 juli 1927                      | Zwart / wit Zwart nummer / wit                     | Ålholm Plads – Vesterbrogade – Rådhuspladsen – Torvegade – Bodenhoffs Plads                          | |
| 19   | 7 december 1943           | 1 november 1964                   | Zwart / wit Zwart nummer / wit                     | Bispebjerg Torv – Bispeengen – Rådhuspladsen – Amager Boulevard – Øresundsvej                        | |
| 19x  | 1952                      | 1 februari 1958                   | Zwart / wit Zwart nummer / wit                     | Lygten station – Bispeengen – Rantzausgade – Rådhuspladsen                                           | Tot 1956 aangeduid als lijn 19. |
| 20   | 1 december 1927           | 10 februari 1958                  | Zwart / wit Zwart nummer / wit                     | Toftegårds Plads – Søndre Fasanvej – Nordre Fasanvej – Nørrebro st.                                  | |

## Na opheffing van de tram
KS fuseerde op 1 oktober 1974 met elf andere vervoerbedrijven tot het nieuwe bedrijf Hovedstadsområdets Trafikselskab (HT). In 2000 ging dit bedrijf samen met andere bedrijven op in HUR Trafik. Hiermee wordt het gehele openbaar vervoer in Kopenhagen en omgeving uitgevoerd.
Op 1 januari 2007 werd HUR Trafik het supraregionale Trafikselskabet Movia, samen met Storstrøms Trafikselskab en Vestsjællands Trafikselskab, verantwoordelijk is voor al het lokale verkeer ten oosten van de Grote Belt, met uitzondering van Bornholm.

## Nieuwe trams: Ring 3 Letbane

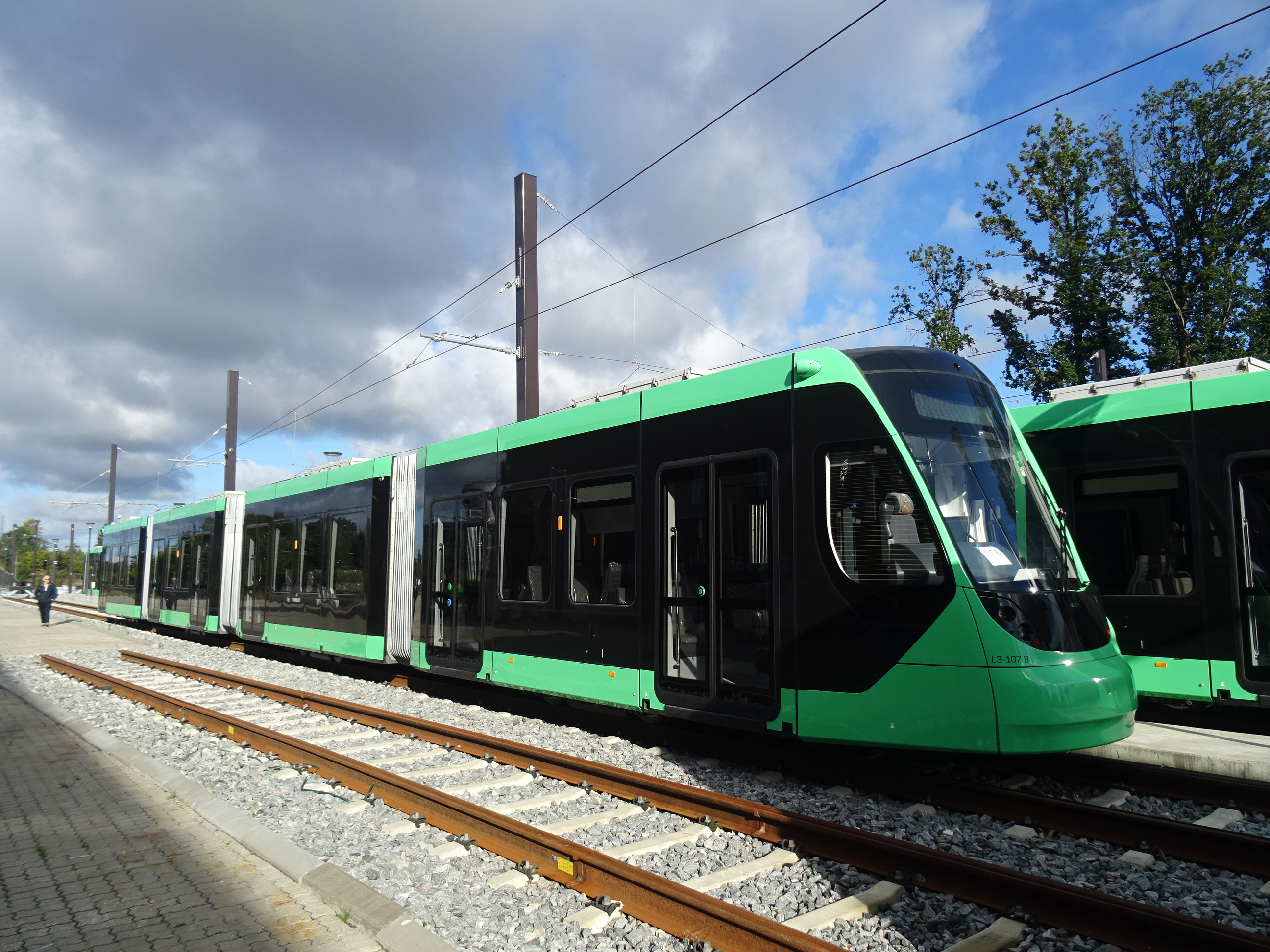
Siemens Avenio voor de Ring 3 Letbane

In juni 2013 besloot het Deense Folketing (parlement) de København Ring 3 Letbane aan te leggen als lightrail van Lyngby (Lundtofte) via Buddinge, Gladsaxe, Herlev, Glostrup, Brøndby en Vallensbæk naar station Ishøj, als aanvulling op het grootstedelijke transportsysteem van S-tog en metro. Volgens een studie van Danmarks Tekniske Universitet zou een dergelijke railverbinding de hiaten in het lokale vervoernetwerk opvullen. Het concept omvat lijnen of routes die gedeeltelijk overeenkomen met die van voormalige Kopenhaagse tramlijnen. De Deense staat, de regio Hovedstaden en de elf gemeenten langs de route delen de kosten, die begroot waren op 1,1 miljard euro, maar opgelopen zijn met 130 miljoen extra.
In maart 2018 werd aan Siemens en het Deense bedrijf Per Aarsleff de opdracht verstrekt om het tramproject uit te voeren. De dubbelsporige lijn is 28 km lang en krijgt 29 haltes. Op zes haltes bestaan overstapmogelijkheden op de S-tog. Een frequentie van maximaal twaalf ritten per uur (op weekdagen) is voorzien. Men gaat uit van 14 miljoen passagiers per jaar.
De levering van rollend materieel omvat 27 vierdelige 37 meter lange Siemens Avenio gelede trams met 64 zitplaatsen en 199 staanplaatsen, die ongeveer 44.000 passagiers per dag kunnen vervoeren. De Avenio-trams arriveerden vanaf de tweede helft van 2023, eerst in een tempo van een per maand, dat later werd opgevoerd. De proefritten vanuit de nieuw gebouwde remise in Glostrup begonnen in 2024. De opening van het traject van Ishøj tot aan Rødovre Nord wordt verwacht in het najaar van 2025, waarna de rest van de lijn tot aan Lundtofte moet volgen in de zomer van 2026.
Voor de langere termijn bestaan plannen voor lijnen naar Nørrebro/Nørreport en Avedøre (en verder via een brug of tunnel naar de luchthaven Kastrup) en voor integratie van Nærumbanen (de spoorlijn Jægersborg - Vedbæk) in de Letbane.

## Afbeeldingen

### De laatste vijf jaren (1967-1972)

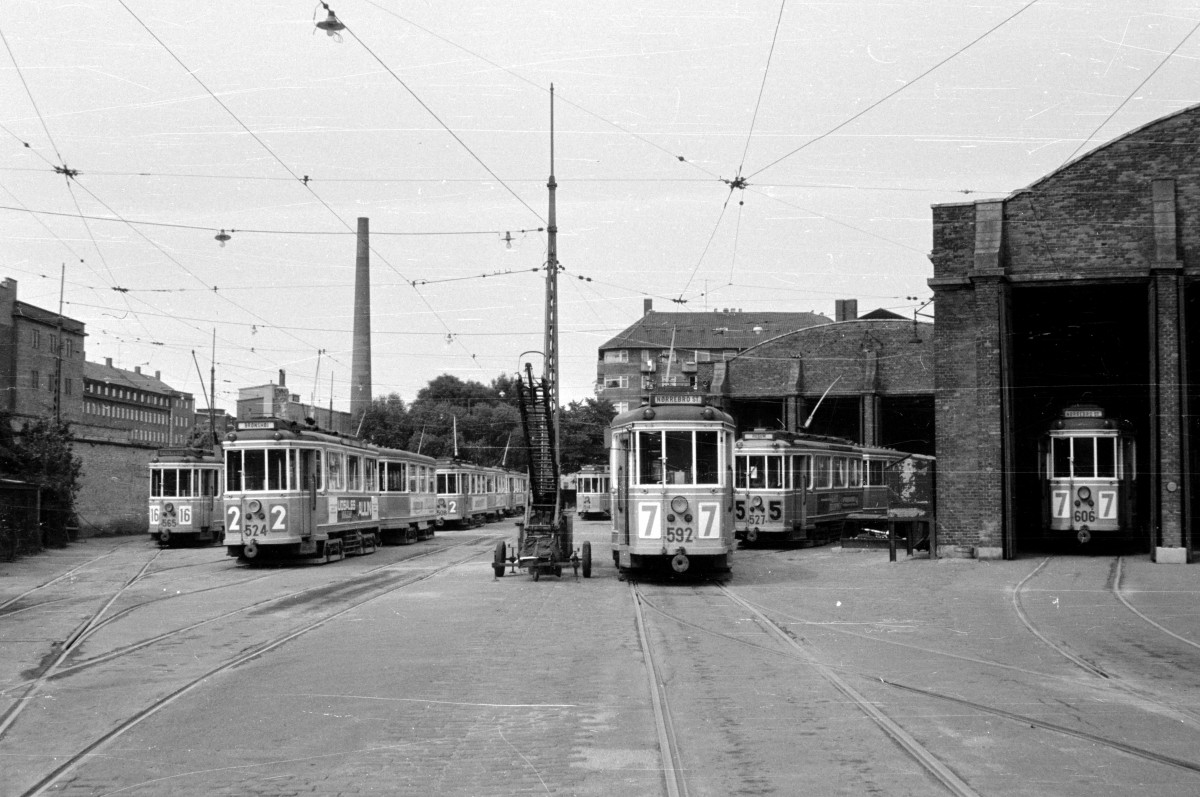
Tramremise Nørrebro in juli 1967; de motorwagens 565 (lijn 16), 524 (lijn 2), 592 (lijn 7), 527 (lijn 5) en 606 (lijn 7) staan gereed voor de dienst.
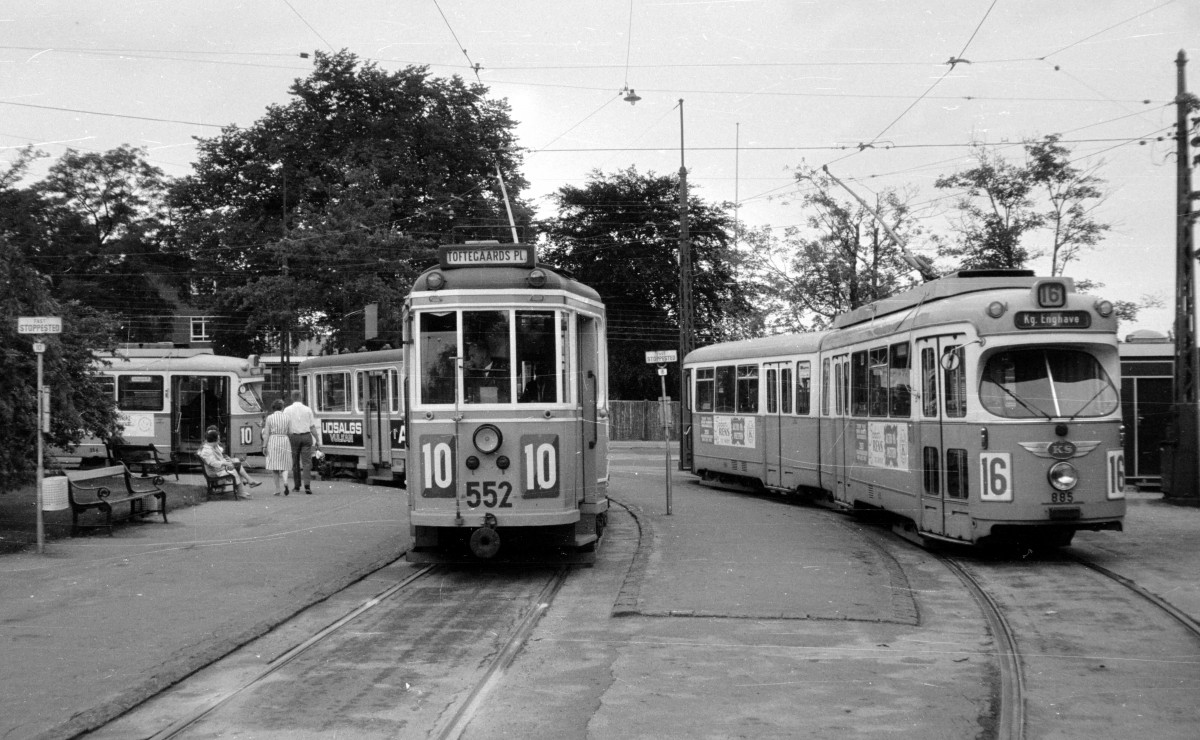
Vierassige motorwagen 552 en gelede wagen 885 op het gemeenschappelijke eindpunt van de lijnen 10 en 16 aan de Emdrupvej; juli 1967.
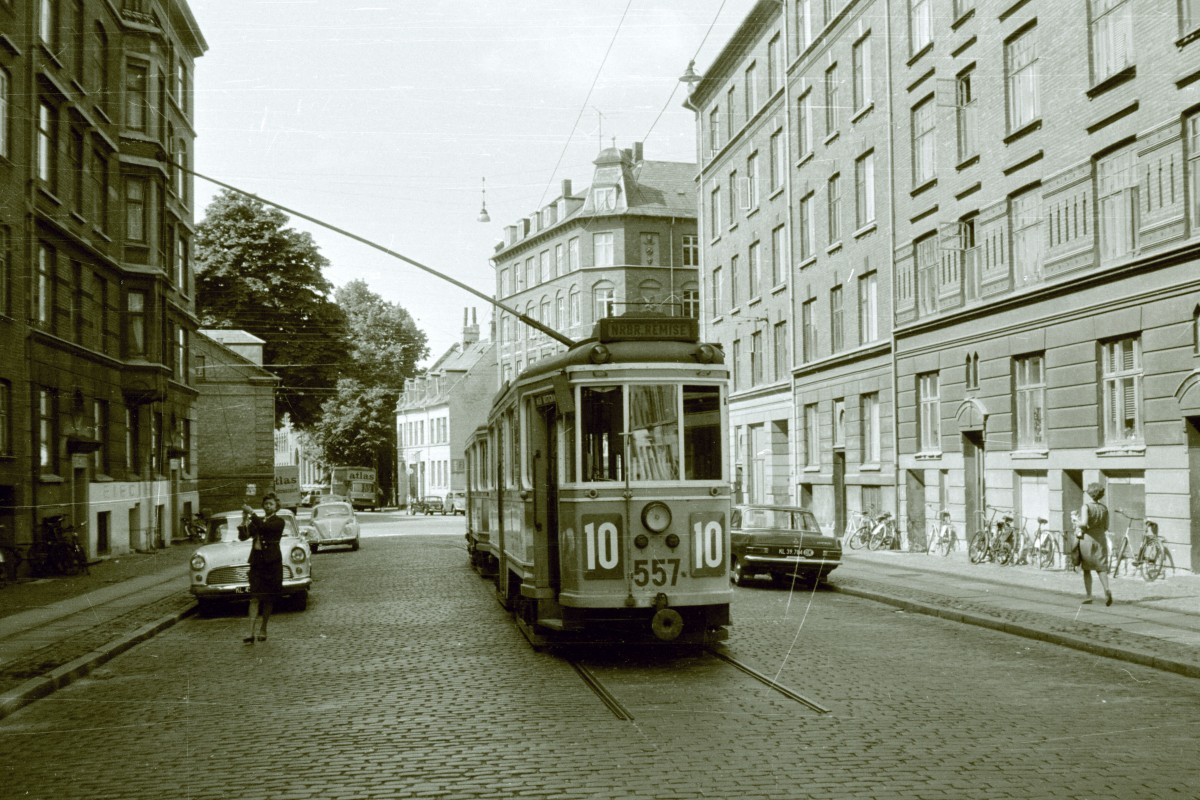
Motorwagen 557 op lijn 10 in de Baldersgade; juli 1967. In deze straat was een keerdriehoek voor de trams die naar de remise Nørrebro gingen. Hierbij werd de trolleystang gekeerd, de stroomafnemer die in Kopenhagen tot het einde werd gebruikt.
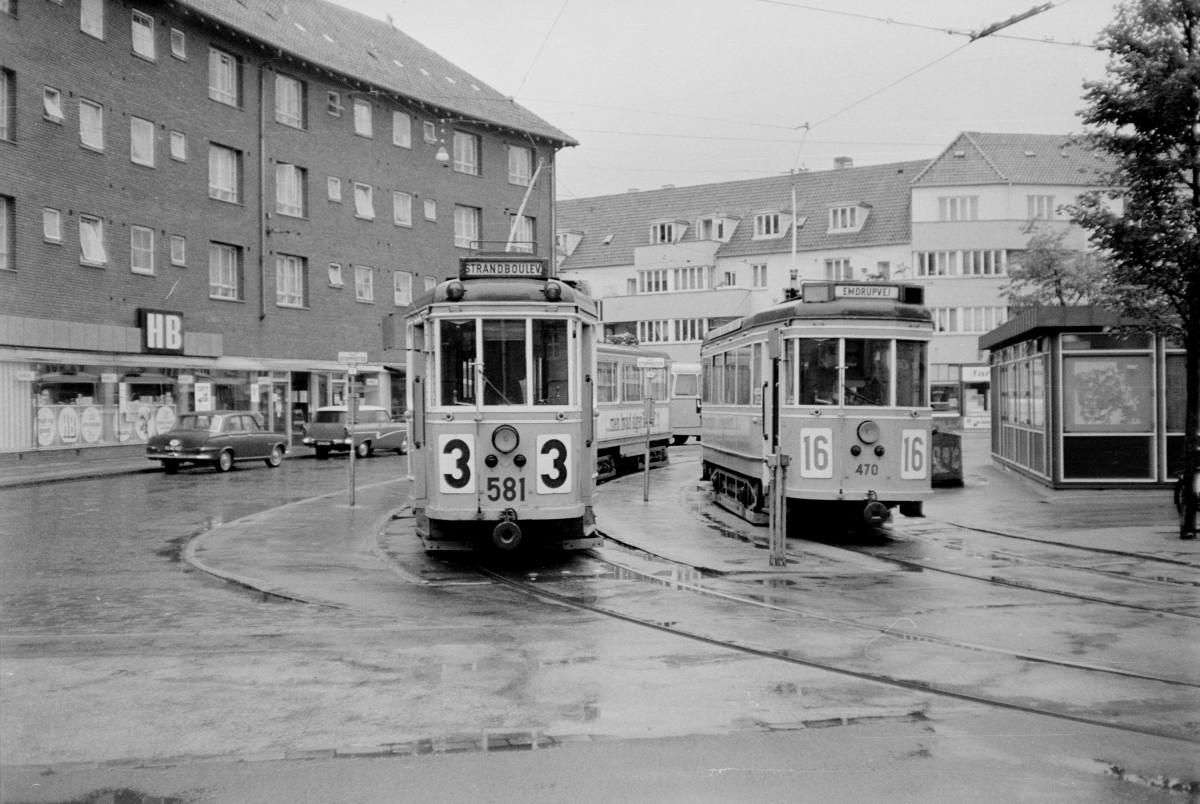
Motorwagen 581 (serie 501-618) met een bijwagen (serie 1501-1583) op lijn 3 en motorwagen 470 (serie 447-490) met bijwagen 1054 (serie 1001-1065) op lijn 16 op de Mozarts Plads; augustus 1967.
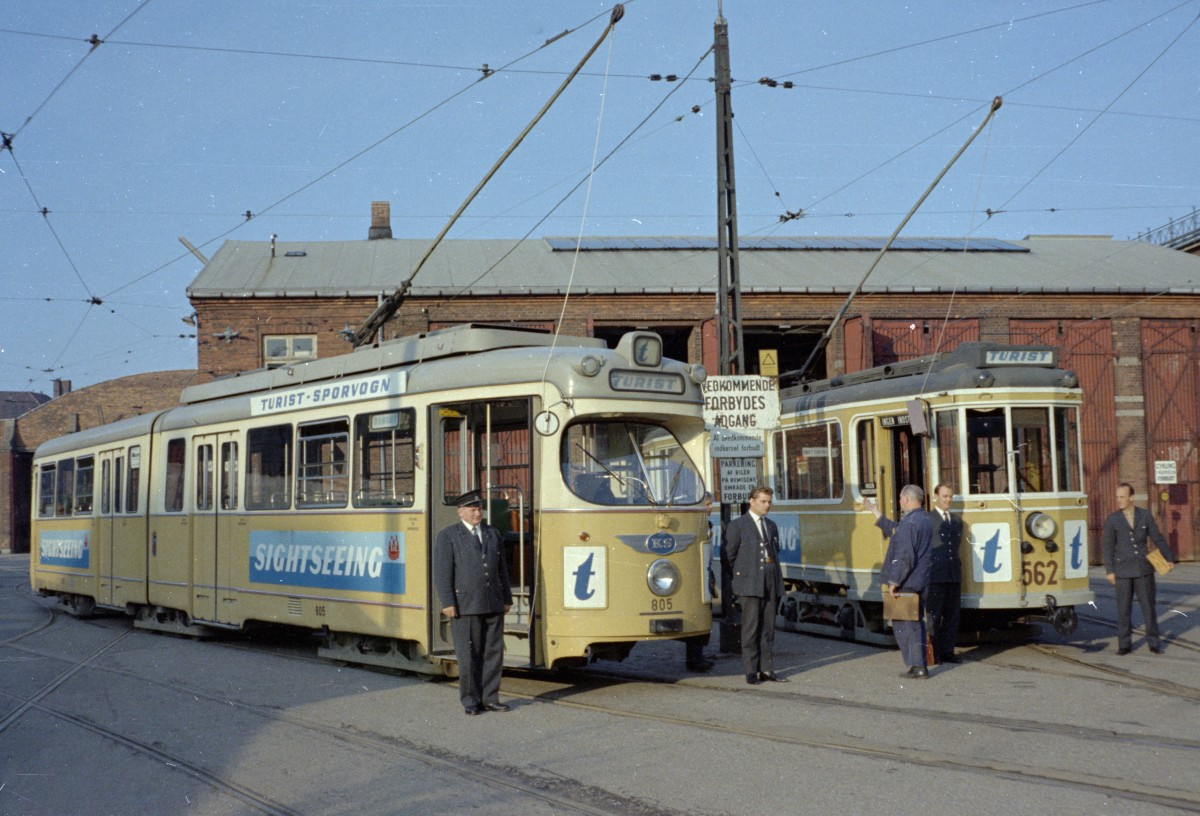
De beide voor de laatste ritten van de toeristentramlijn ingezette trams staat gereed voor de remise Nørrebro: gelede wagen 805 en vierasser 562; 24 september 1967.
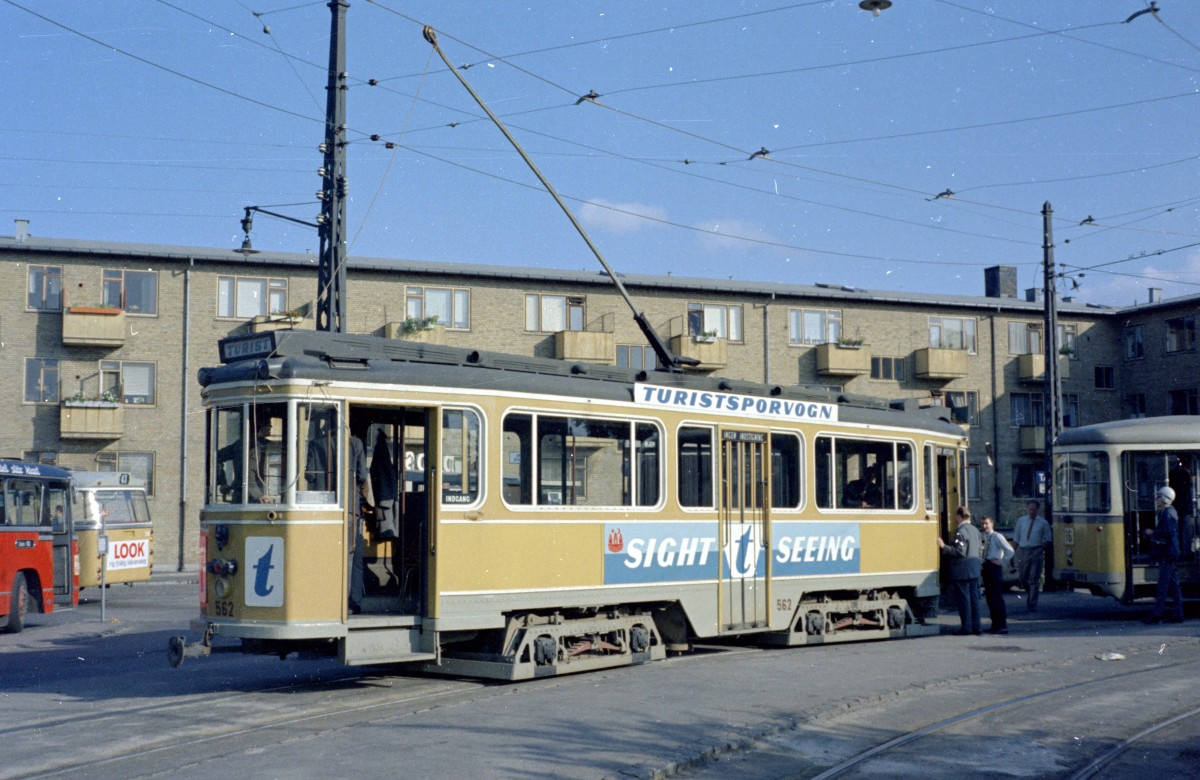
Vierasser 562 op de toeristentramlijn aan het eindpunt Emdrupvej; 24 september 1967.
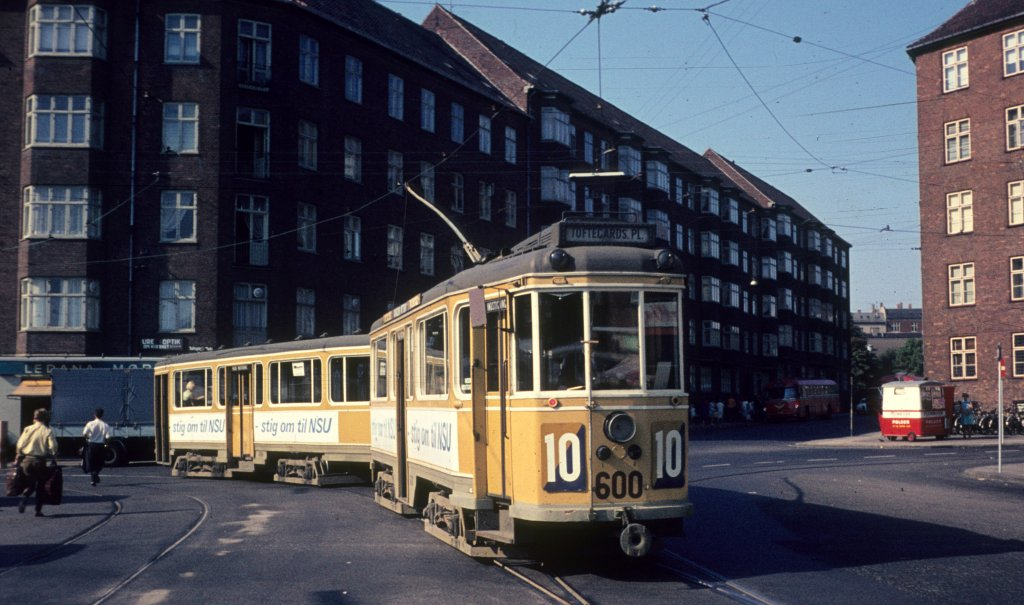
Motorwagen 600 op lijn 10 op de Toftegaards Plads; augustus 1968.
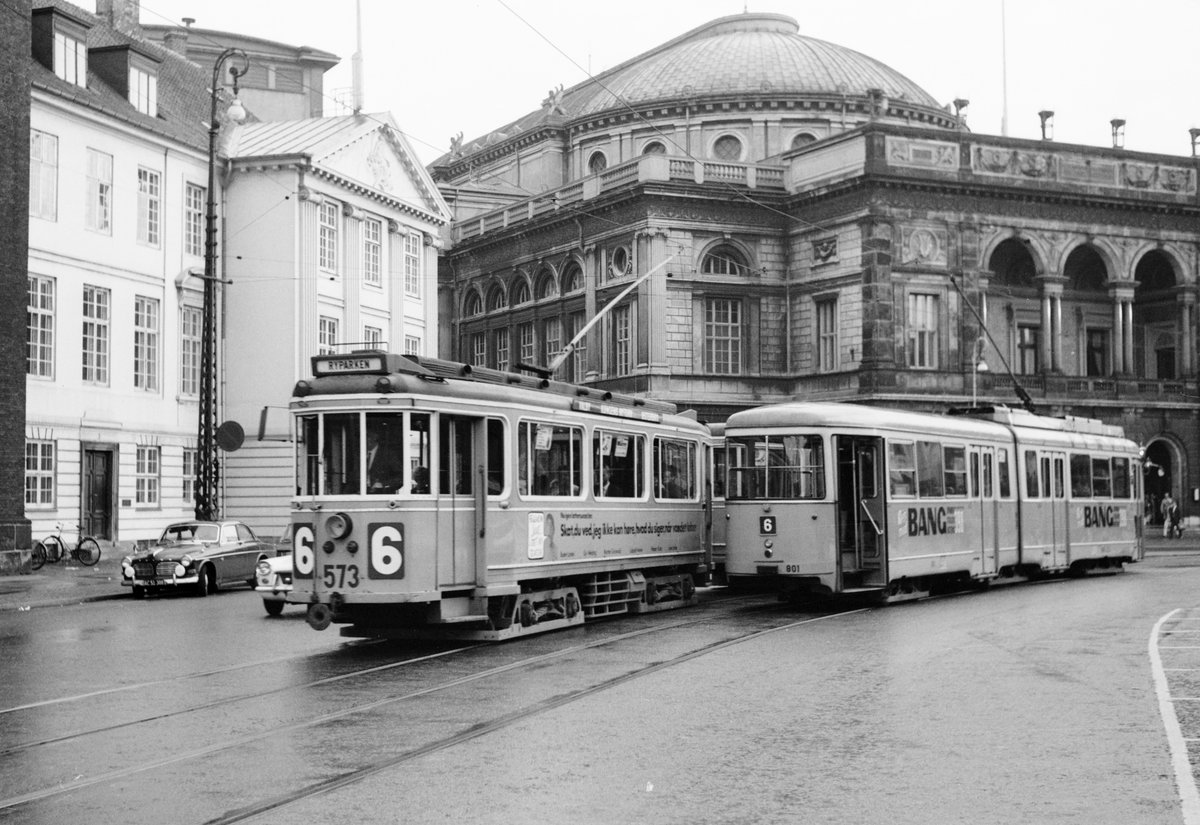
Vierassig tramstel 573 met bijwagen en gelede wagen 801 op lijn 6 op de Kongens Nytorv; september 1968.
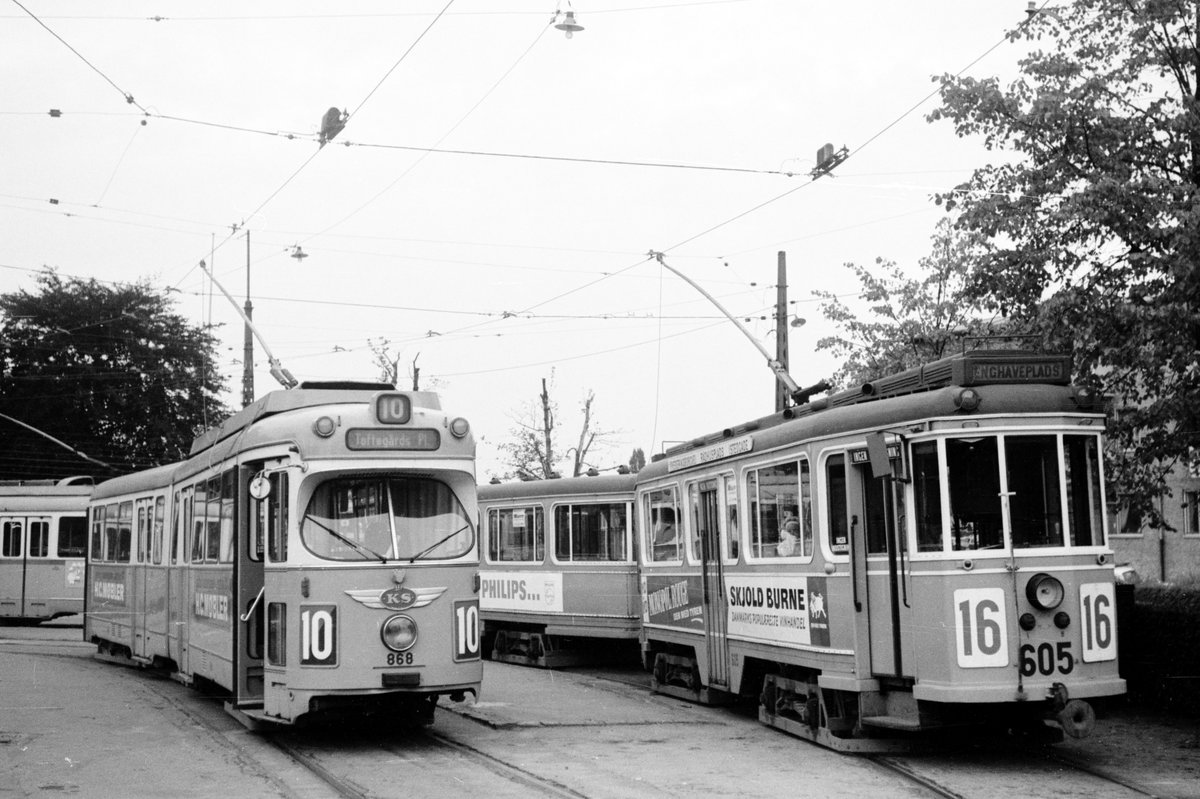
Gelede wagen 868 op lijn 10 en vierassig tramstel 605 met bijwagen op lijn 16 op het eindpunt Emdrupvej; september 1968.
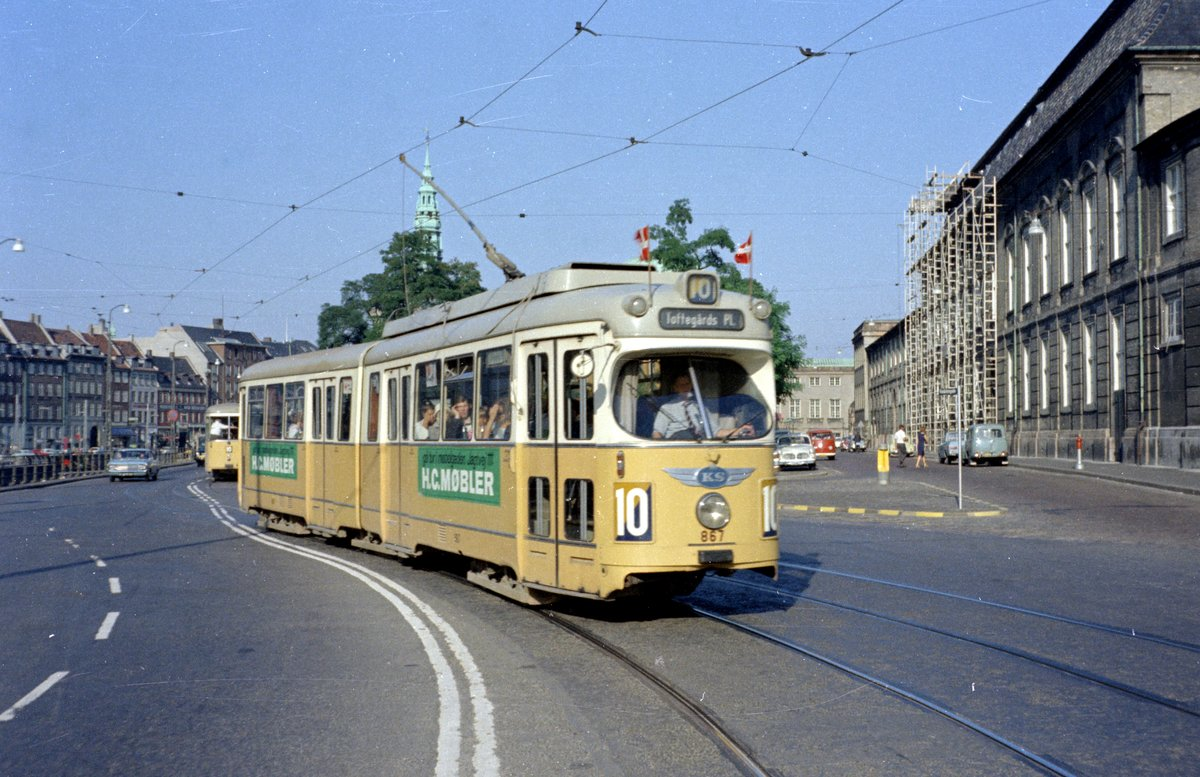
Gelede wagen 867 op lijn 10 op de Vindebrogade / Stormbroen; september 1968.
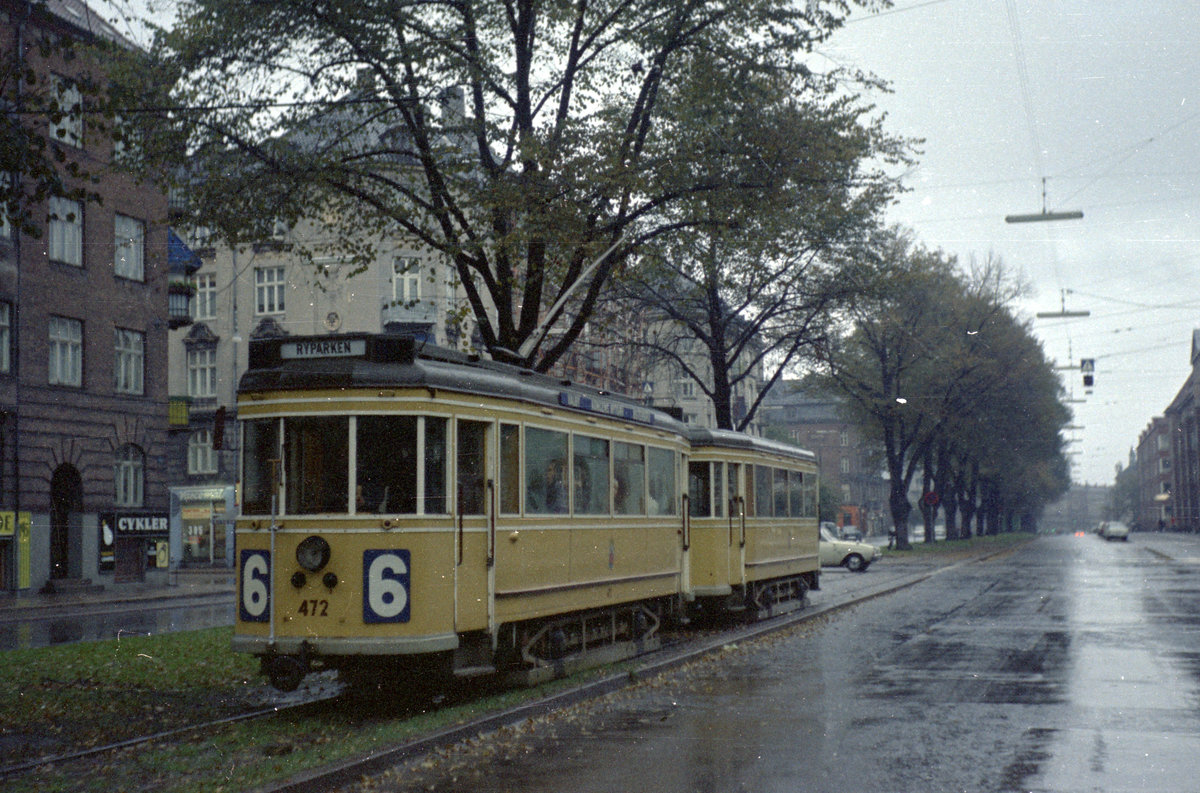
Tweeassig tramstel (Scrapvogn) 472 + Bw 1054 op lijn 6 op de Jagtvej, tijdens een fotorondrit voor leden van de Sporvejshistorisk Selskab; 6 oktober 1968. Dit tramstel is tegenwoordig in de collectie van het Trammuseum Skjoldenæsholm.
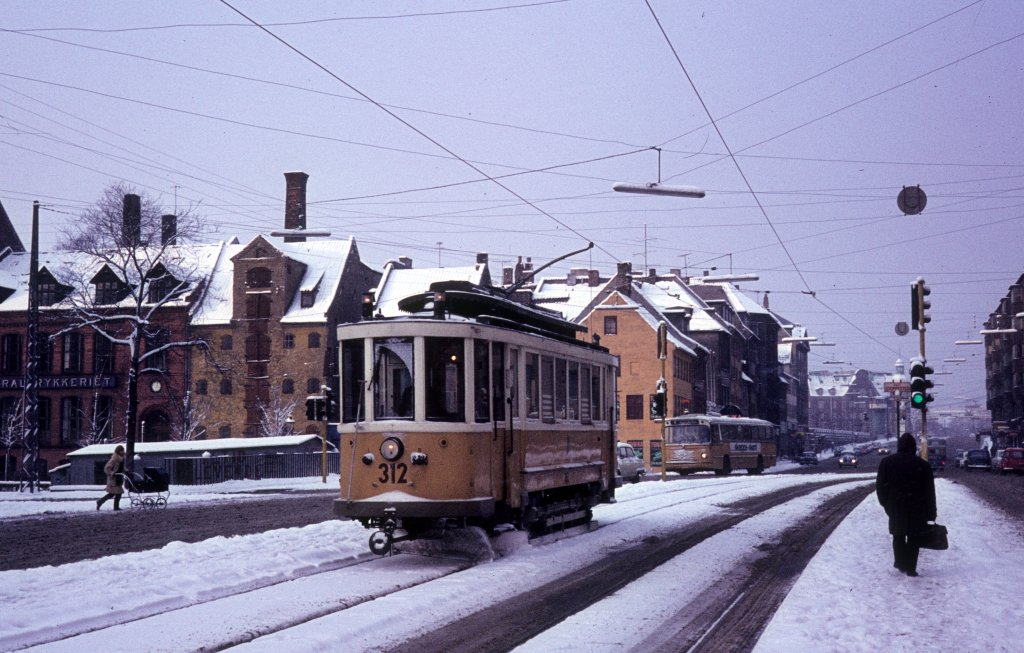
Op een winterse dag wordt zoutwagen-motorwagen 312 ingezet voor de sneeuwbestrijding. Christianshavns Torv; december 1968.
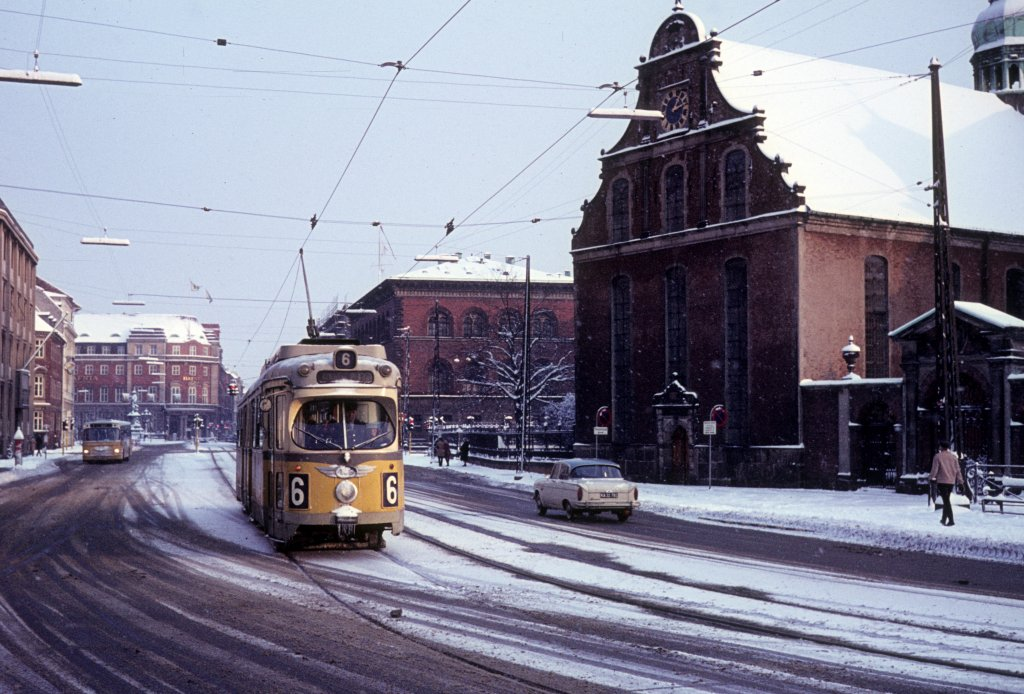
Gelede wagen op lijn 6 bij Holmens Kanal / Holmens Kirke; december 1968.
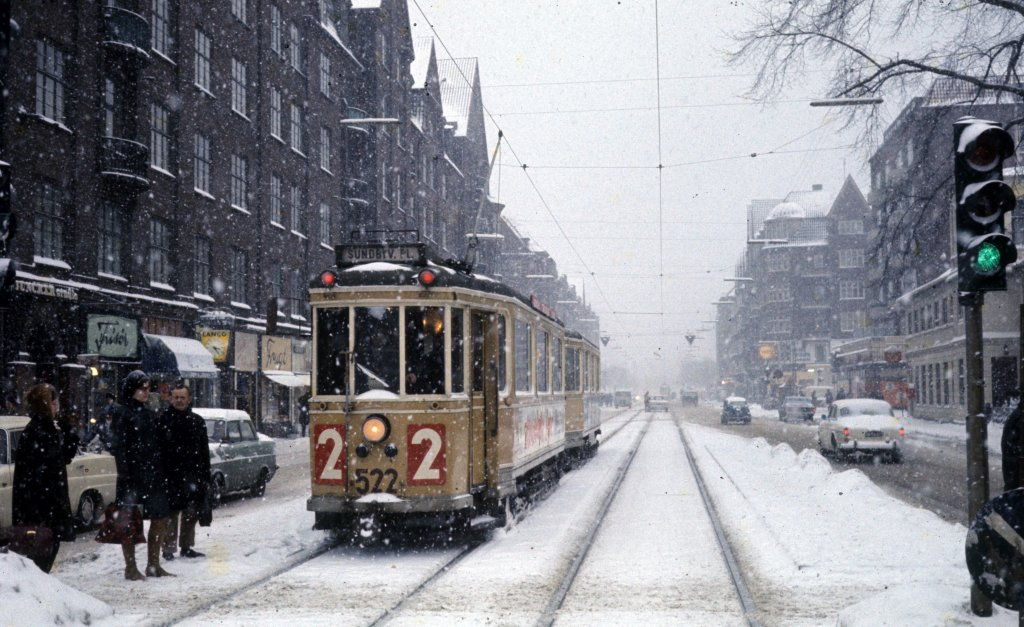
Motorwagen 522 op lijn 2 op de Amagerbrogade / Amager Boulevard; februari 1969.
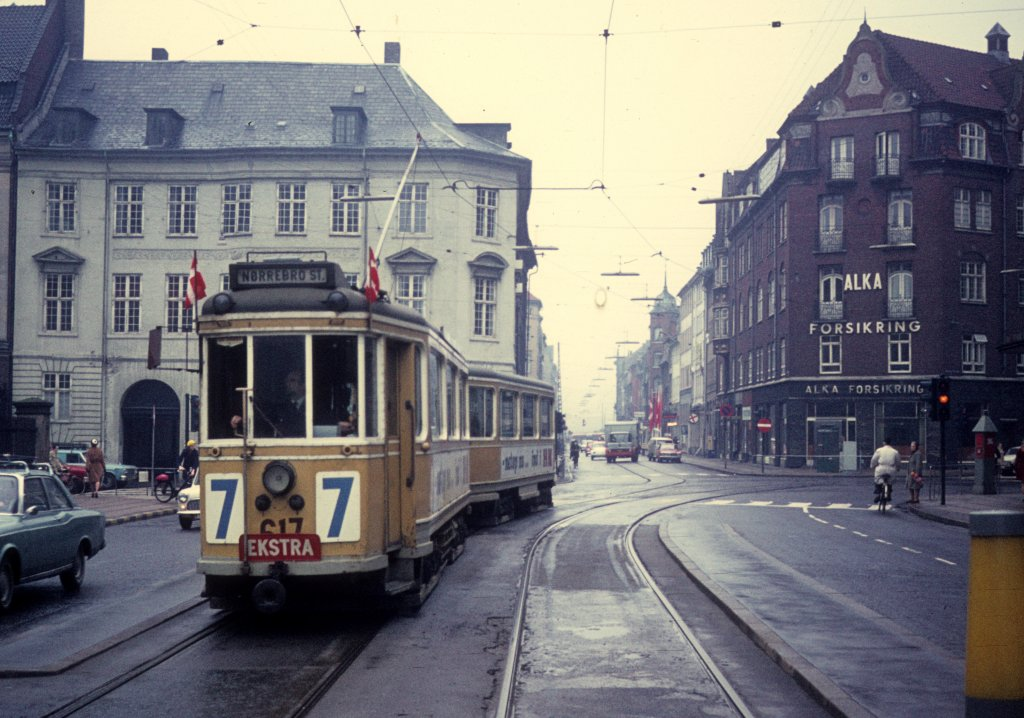
Motorwagen 617 op lijn 7 op de Gothersgade / Kronprinsessegade; 8 mei 1969.
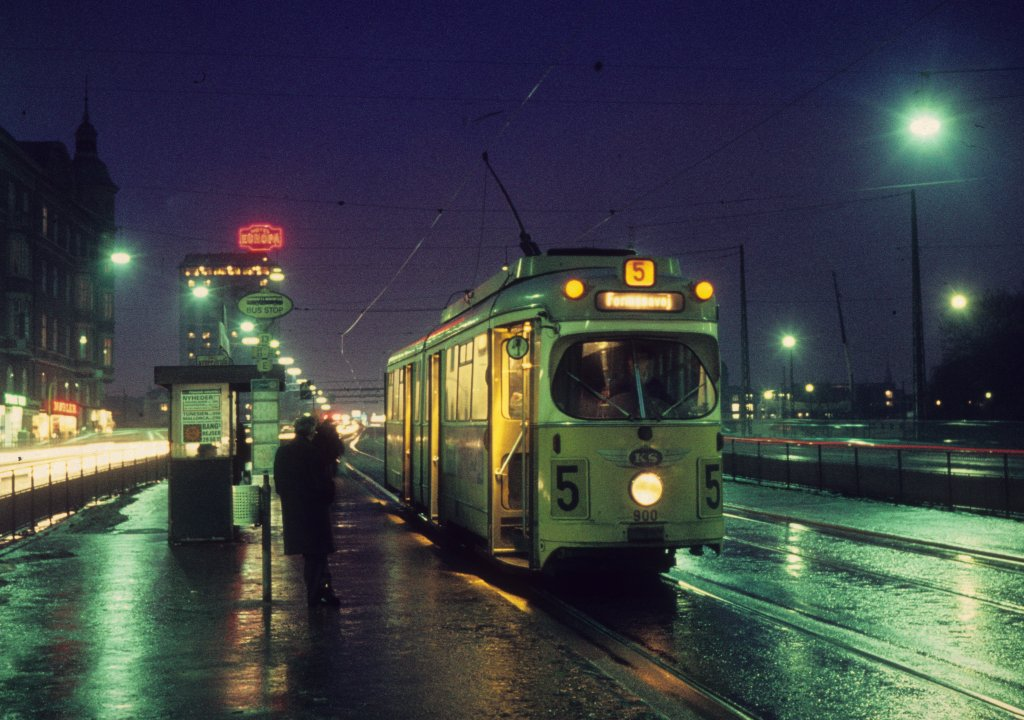
De laatste afgeleverde gelede wagen, nr. 900, op lijn 5 op de Amager Boulevard / Thorshavnsgade; 9 februari 1970.
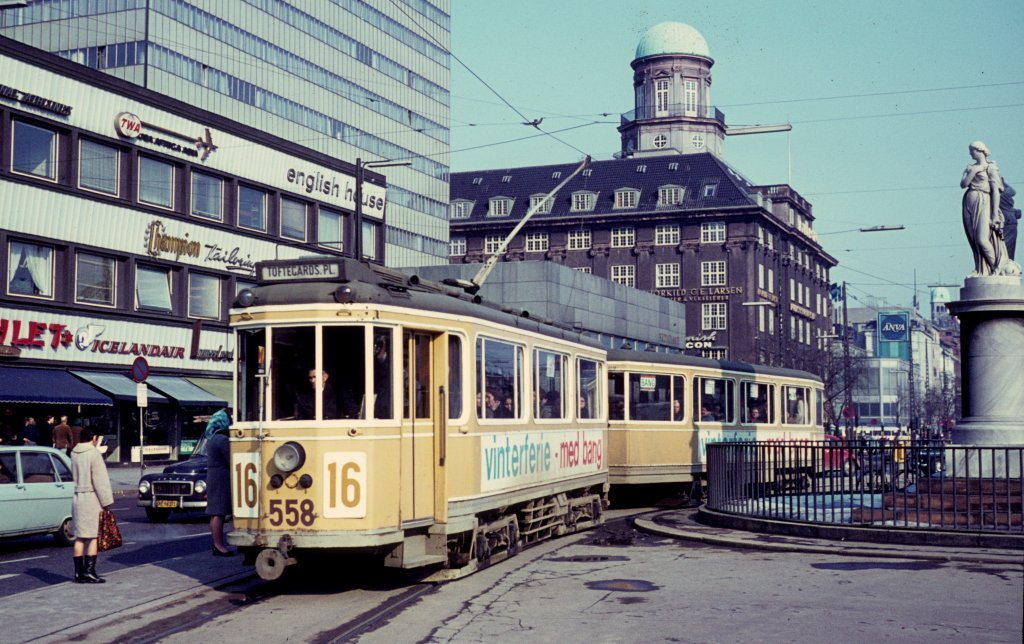
Motorwagen 558 op lijn 16 op de Vesterbrogade / Banegårdspladsen bij het Centraal Station; 10 maart 1970.
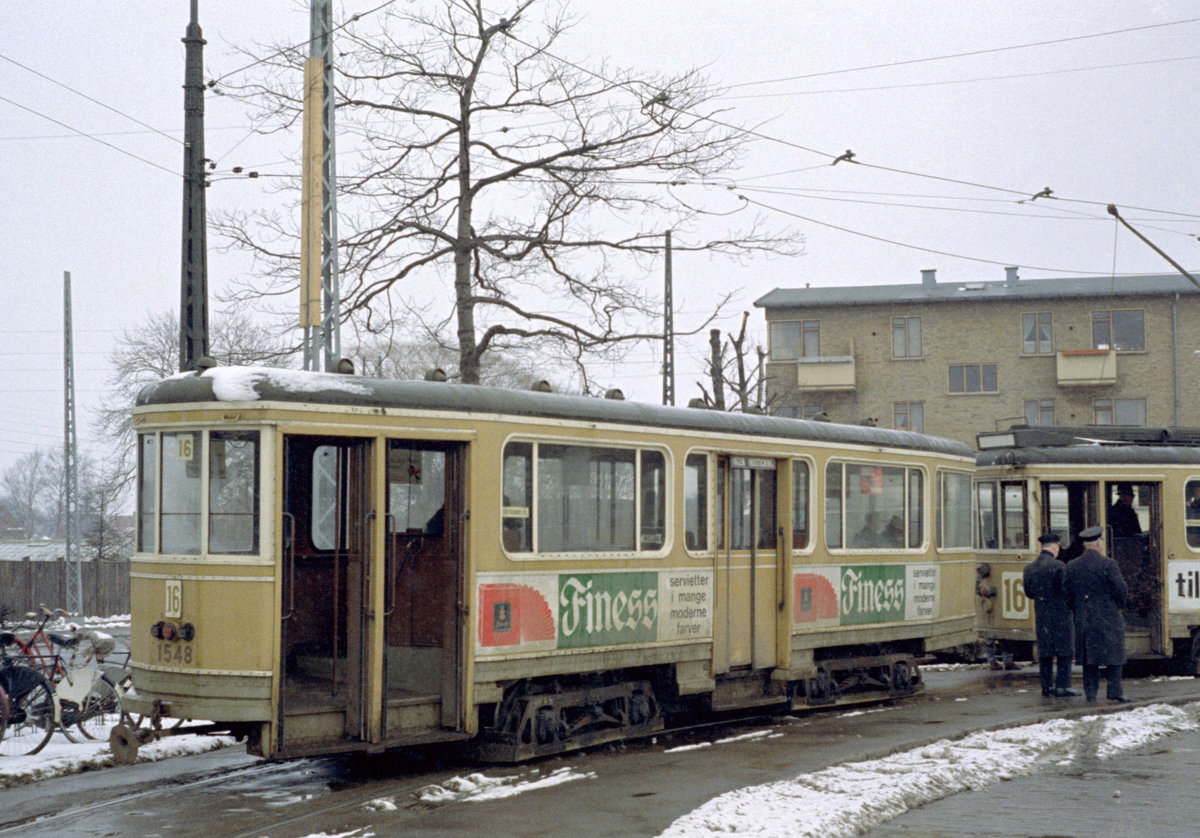
Tramstel 567 + 1548 op lijn 16 op een speciale rit voor de Sporvejshistorisk Selskab op het eindpunt Emdrupvej; 5 april 1970.
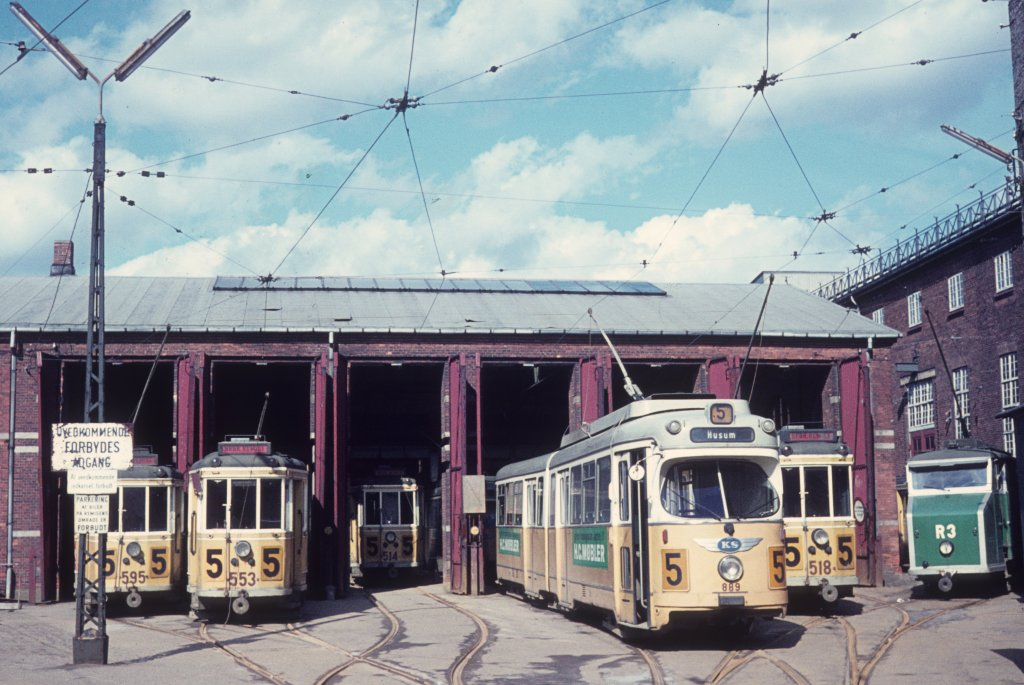
Voor de remise Nørrebro staan opgesteld: motorwagens 595, 553, 569, 889, 518 en railreiniger R3; 24 april 1970.
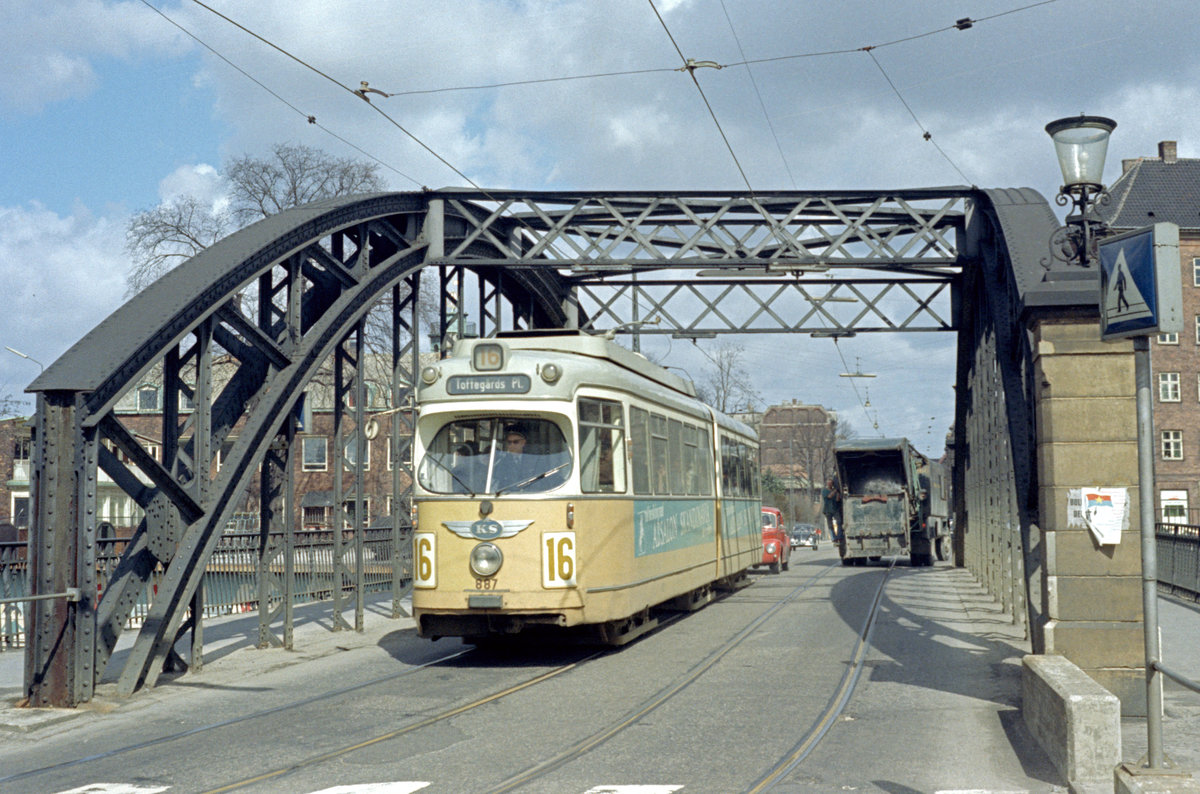
Gelede wagen 887 op lijn 16 op de Vesterfælledvej / Vigerslev Allé; 24 april 1970.
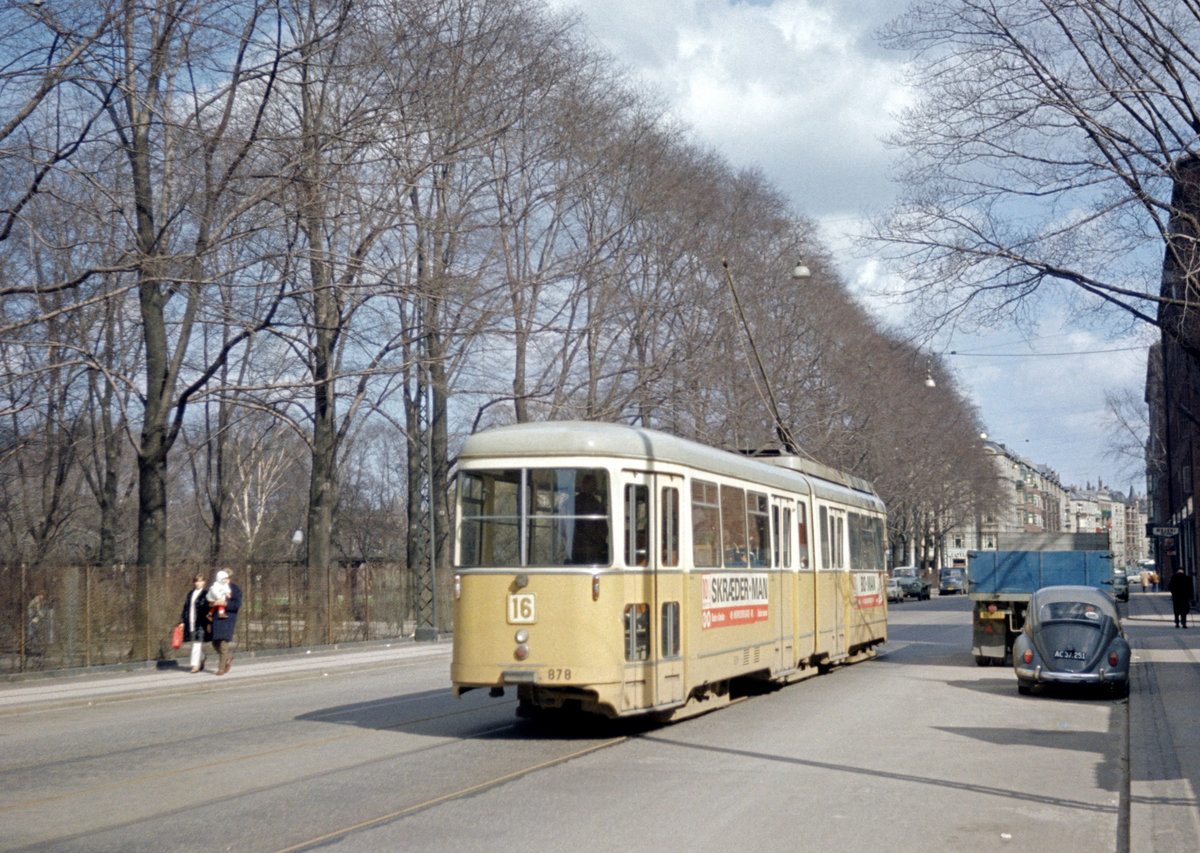
Gelede wagen 878 op lijn 16 op de Vesterbro, Ny Carlsberg / Slesvigsgade / Enghaven; 24 april 1970.
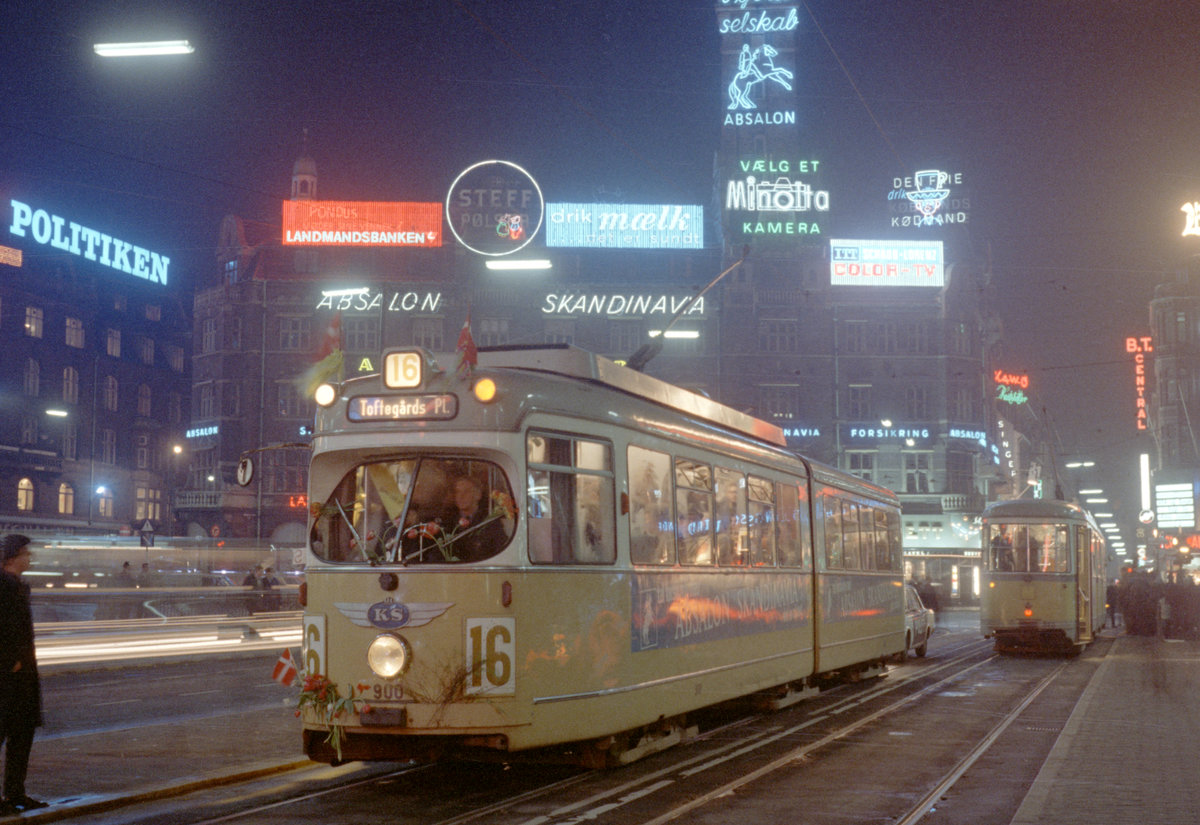
Op de avond van 26 april 1970 ontmoeten de beide laatste dienstwagens (gelede wagens 863 en 859) op de laatste avond voor de opheffing van lijn 16 elkaar op de Rådhuspladsen (Raadhuisplein).
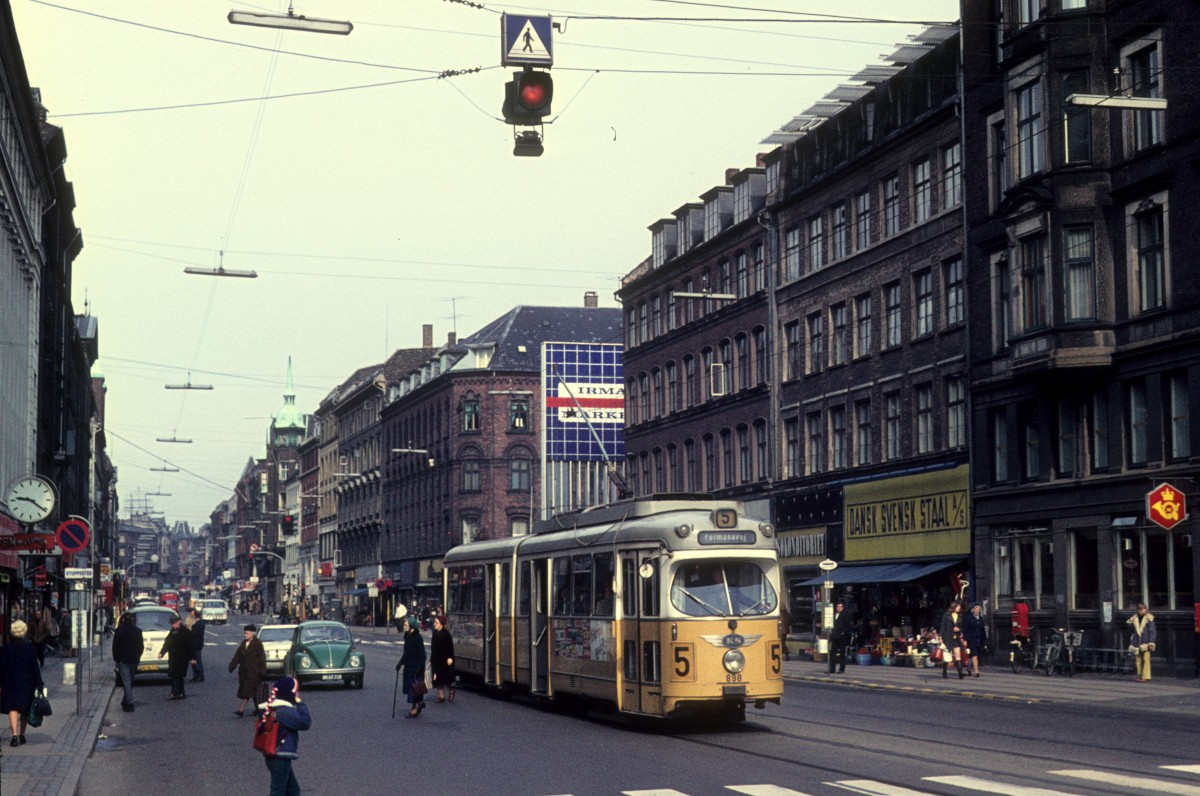
Tramlijn 5 in zijn nadagen, in de laatste weken voor de opheffing. Gelede wagen 898 op de Nørrebrogade / Peblinge Dossering; 12 april 1972.
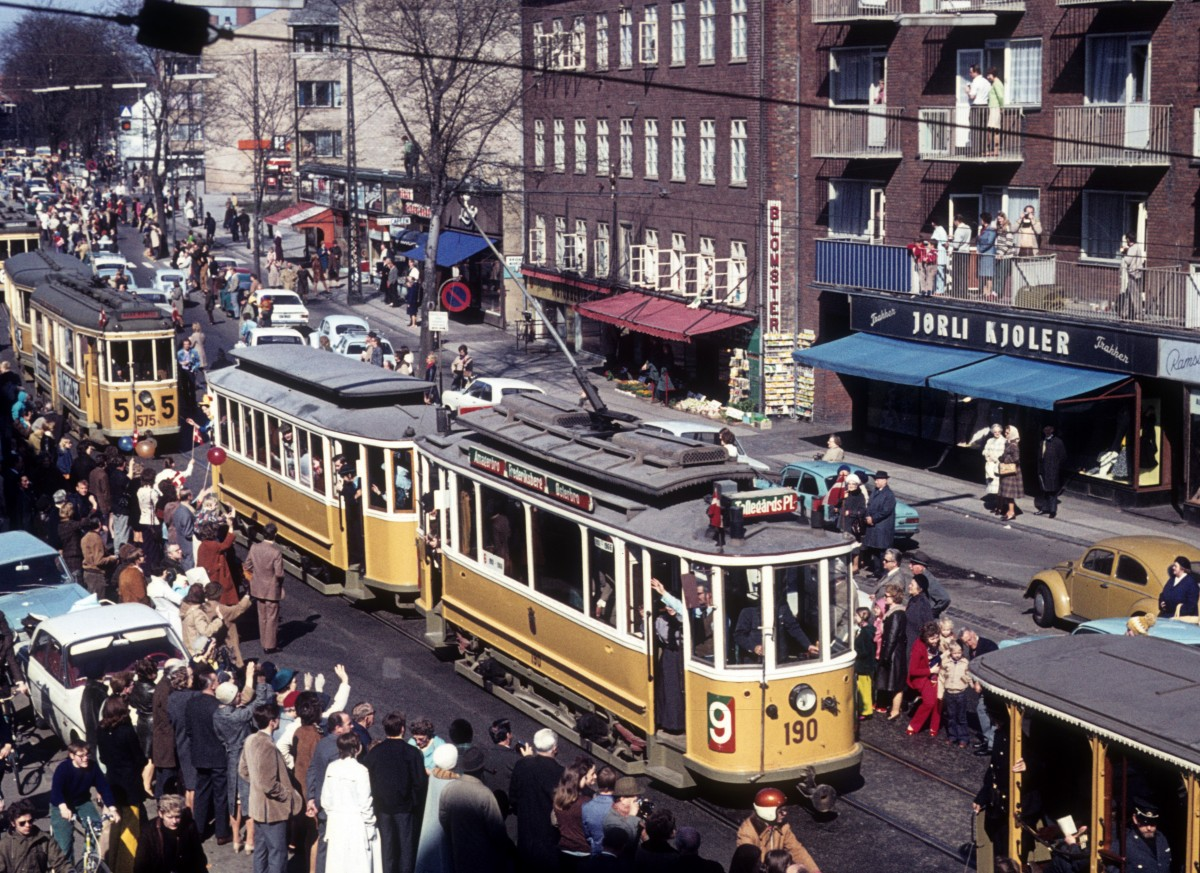
Op de laatste dag van de tram van Kopenhagen werd een optocht met historische trams gehouden. Motorwagen 190 (uit 1902) als lijn 9 in de optocht. Frederikssundsvej; 23 april 1972.

### Kopenhaagse trams in trammuseum Skjoldenaesholm

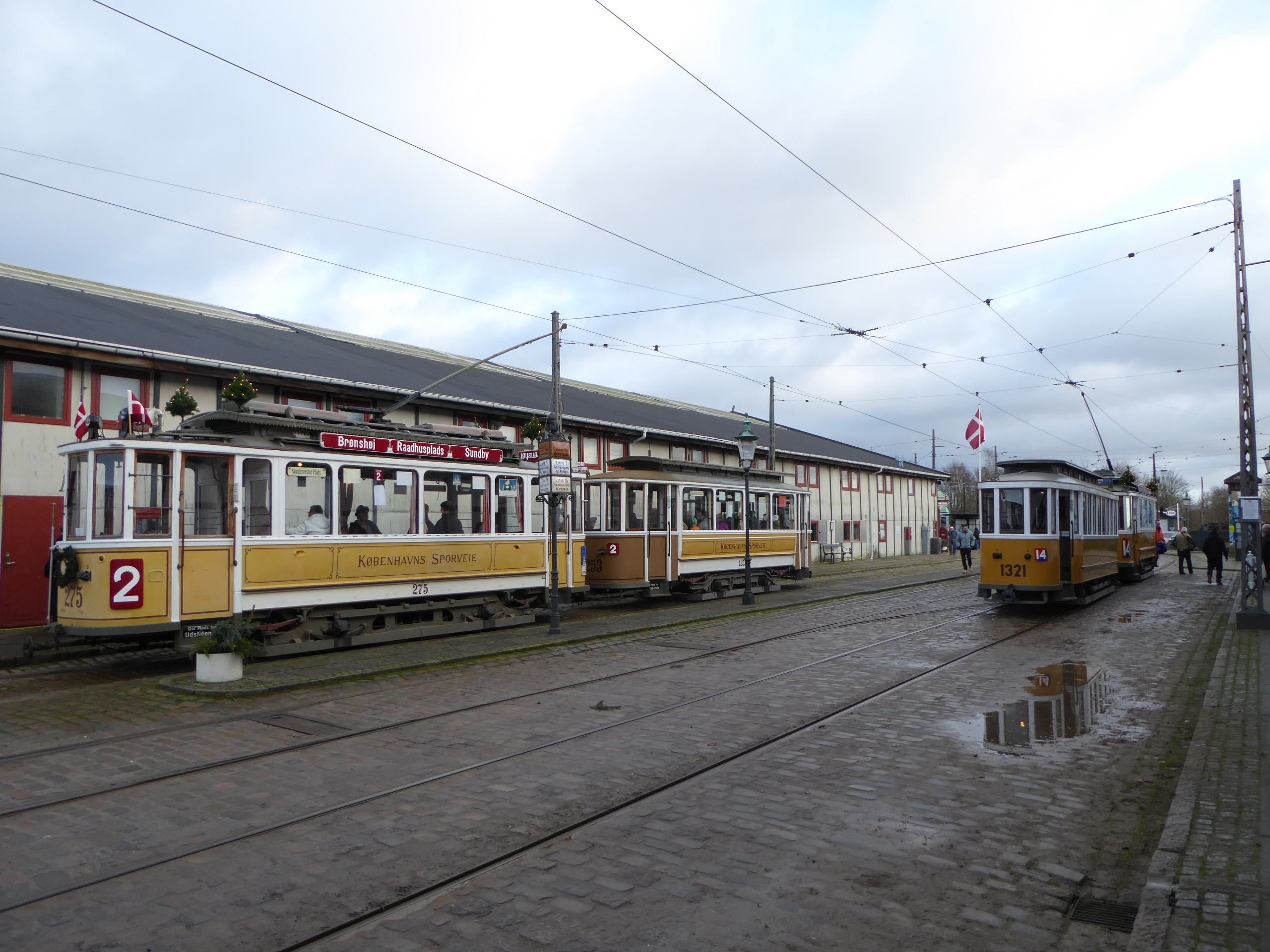
Tramstellen 275 + 1253 en 327 + 1321 voor de remise; 12 december 2005.
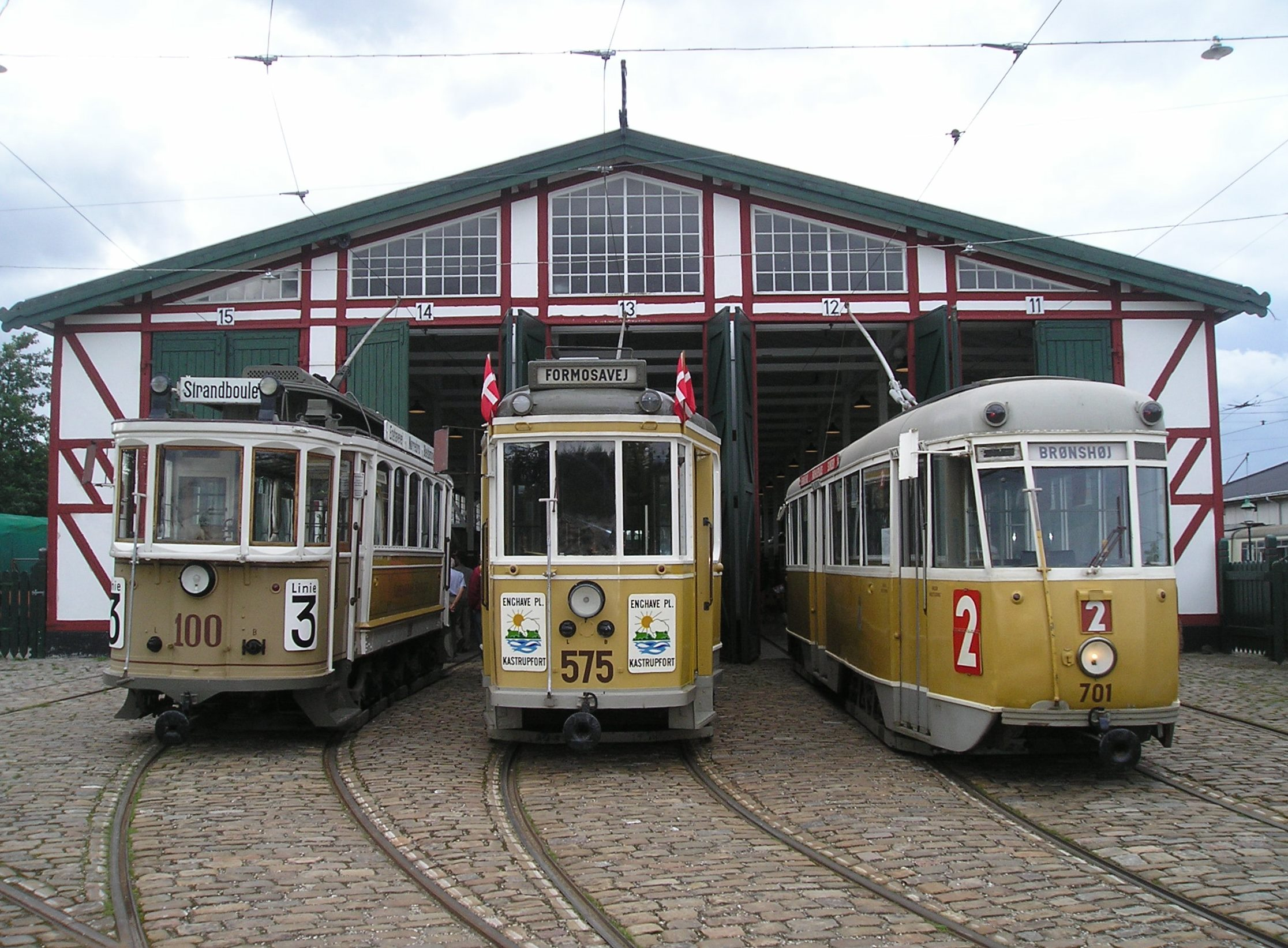
Drie Kopenhagense trams: motorwagen 100 als lijn 3, motorwagen 575 als Kastrup Fort Linien en motorwagen 701 als lijn 2 voor de Valby Gamle Remise; 18 augustus 2007.
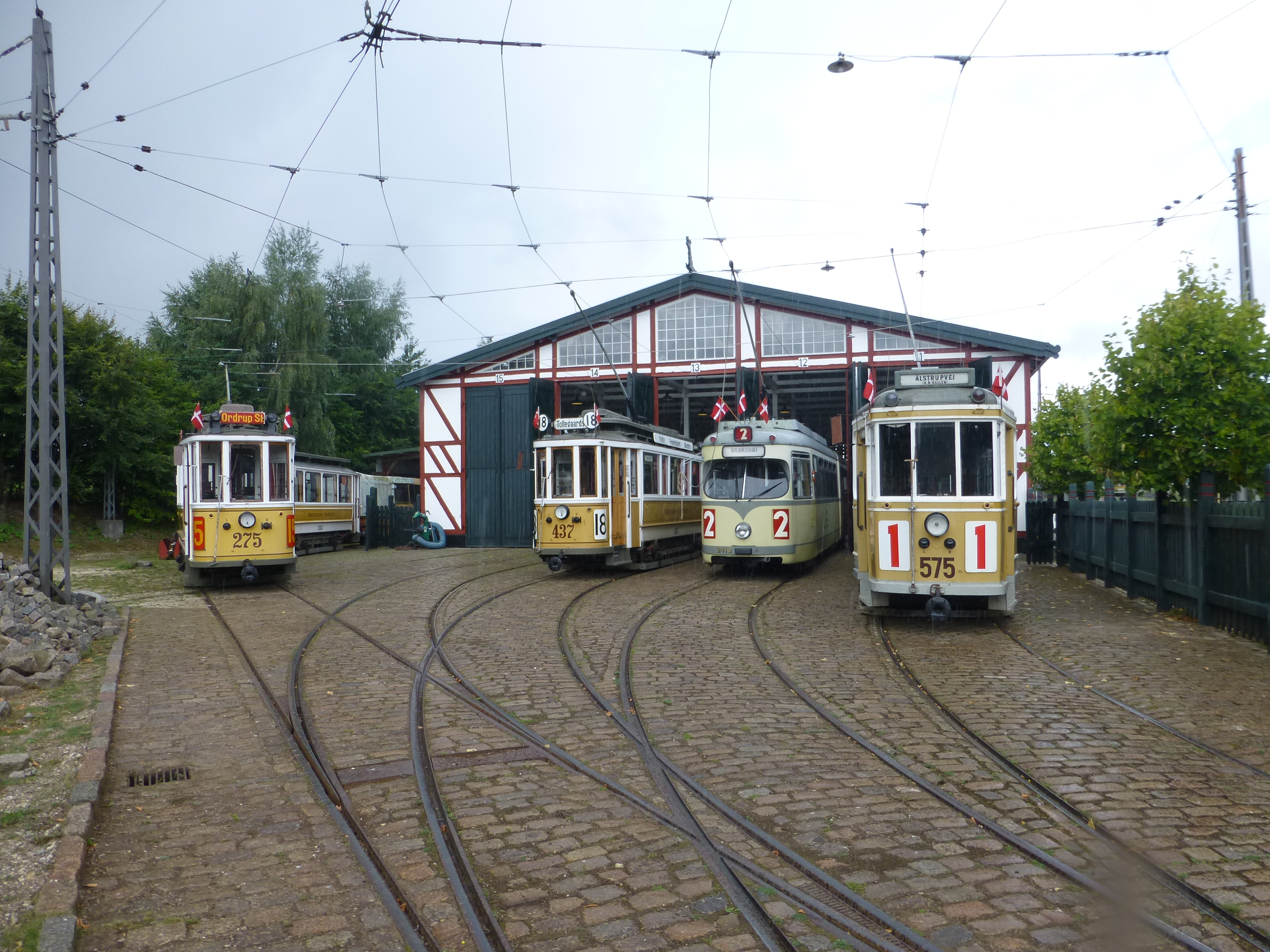
Drie Kopenhagense trams: motorwagen 275, 437 en 575 naast gelede wagen 2412 uit Düsseldorf voor de Valby Gamle Remise; 31 augustus 2013.
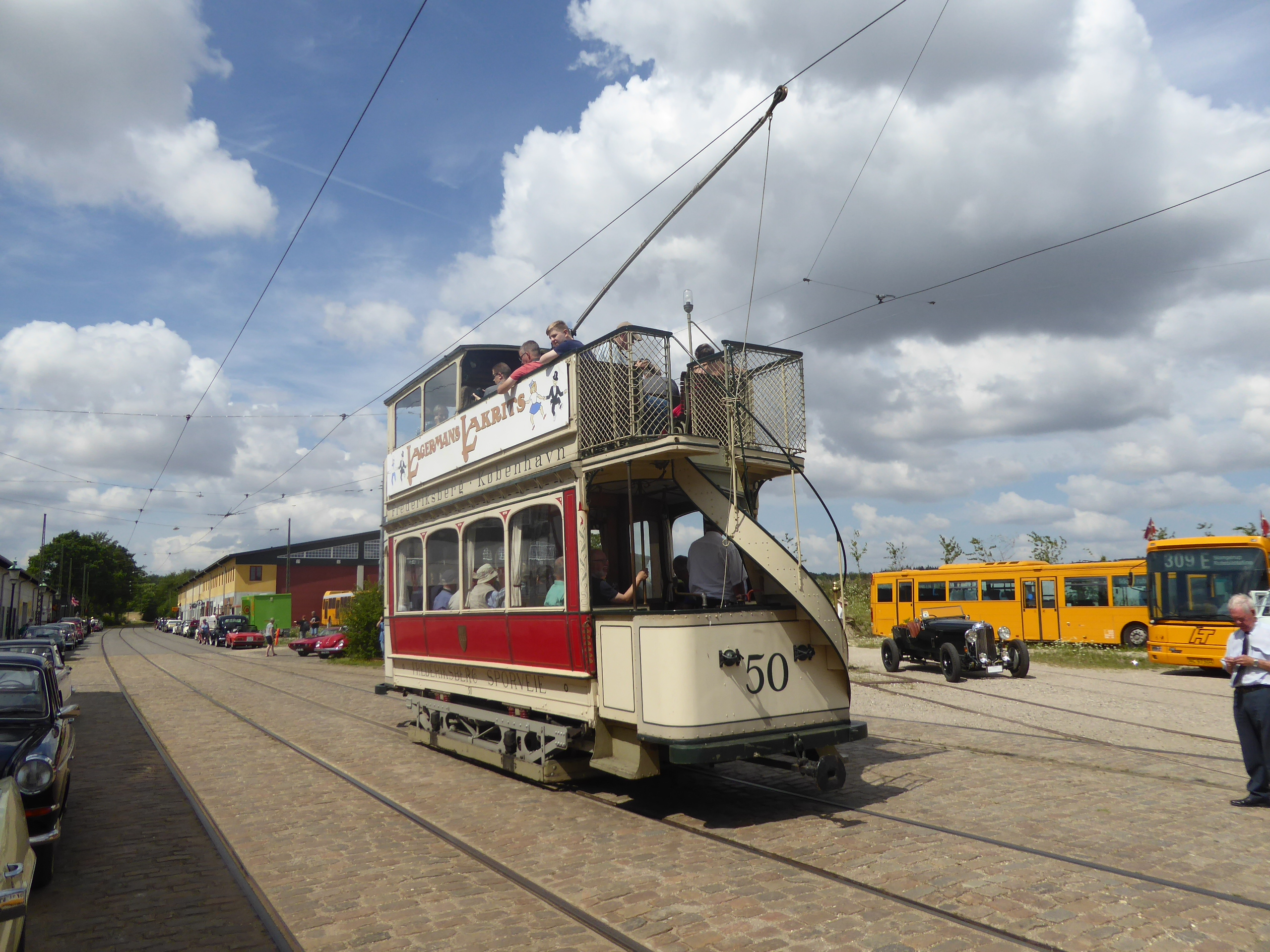
Dubbeldeks motorwagen 50 van de vroegere tram van Frederiksberg; 27 juli 2019.
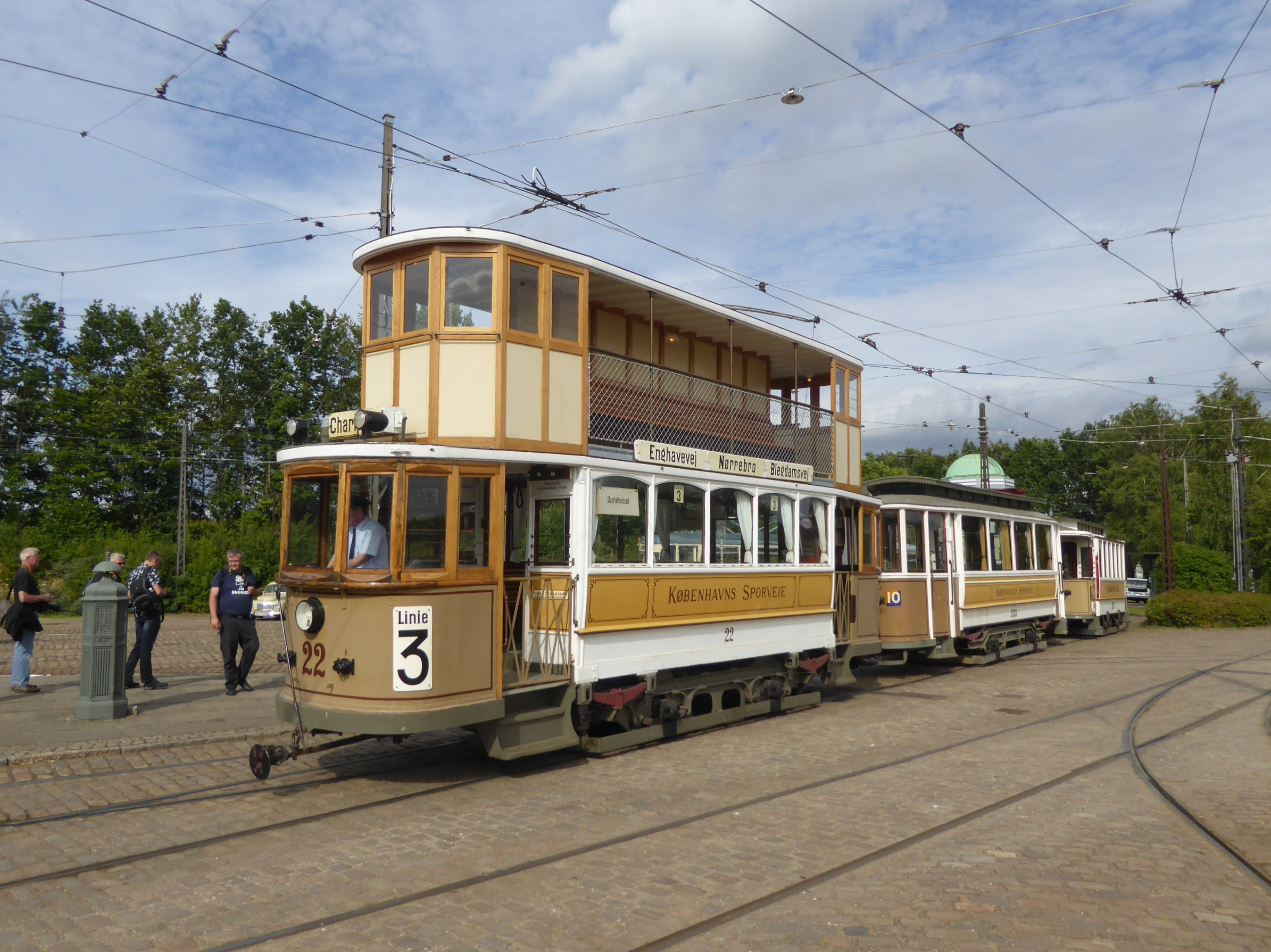
Drie historische trams, motorwagen 22 (uit 1900), 1253 (uit 1909) en DKS 283 (uit 1872), geven een beeld van tramlijn 3 omstreeks 1920; 25 juli 2020.
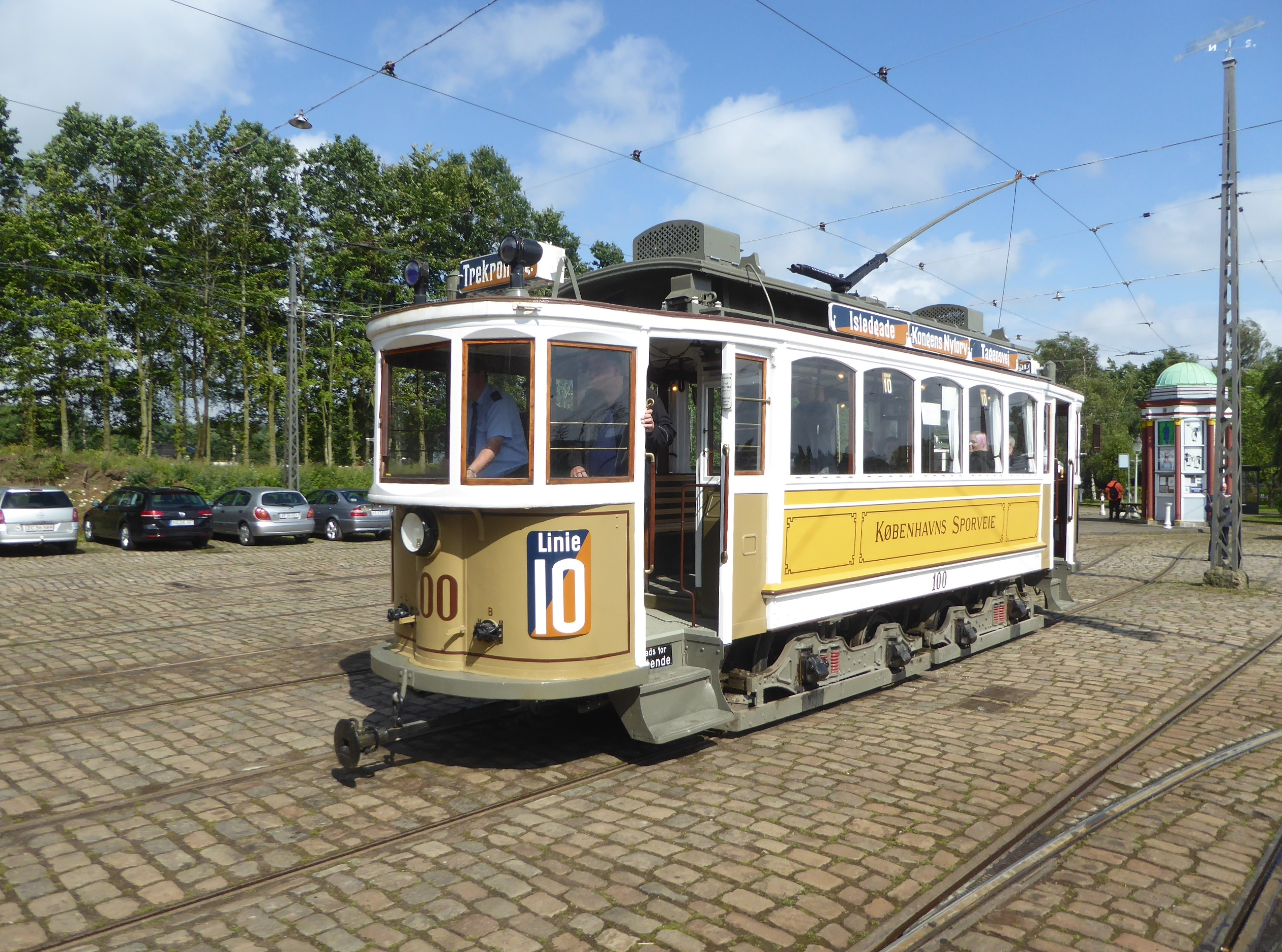
Motorwagen 100 (uit 1901) als lijn 10; 29 juli 2017.
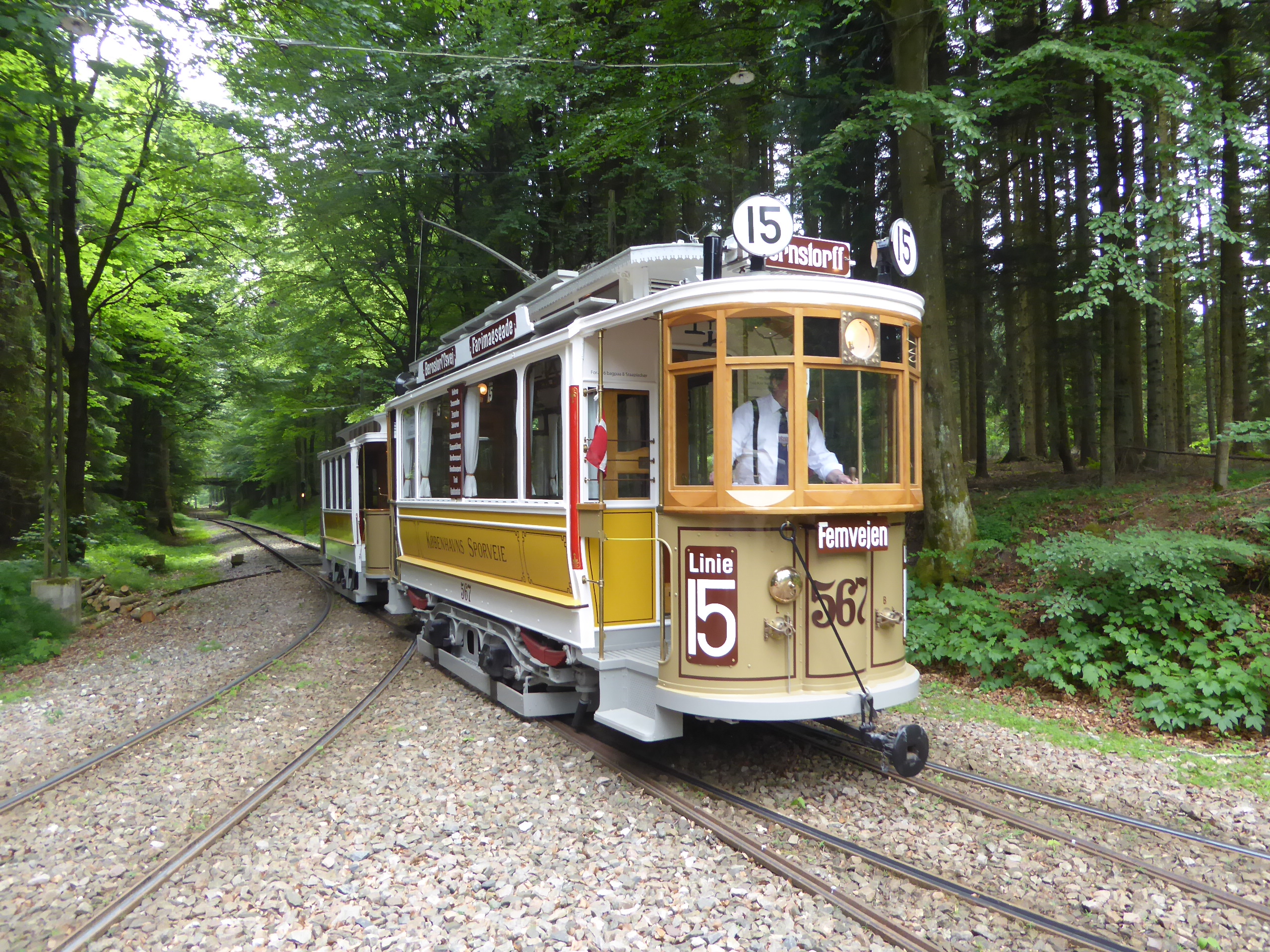
Ter gelegenheid van het veertigjarige jubileum van het trammuseum staan opgesteld: motorwagen 567 (uit 1907) en 226 (uit 1897). Eilers Eg; 26 mei 2018.
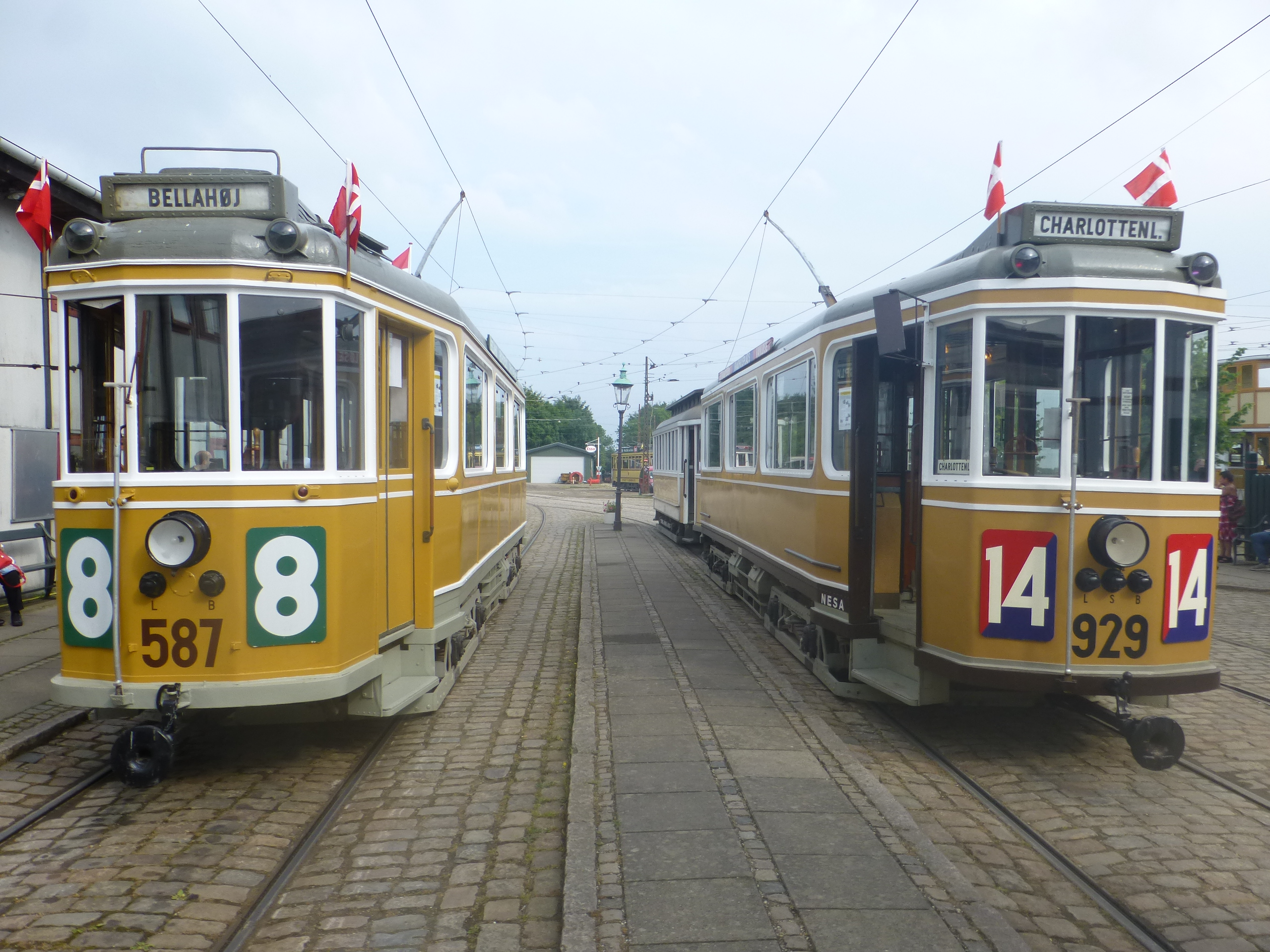
Twee vierassige motorwagens: de KS 587 en de NESA 929; 25 juli 2015.
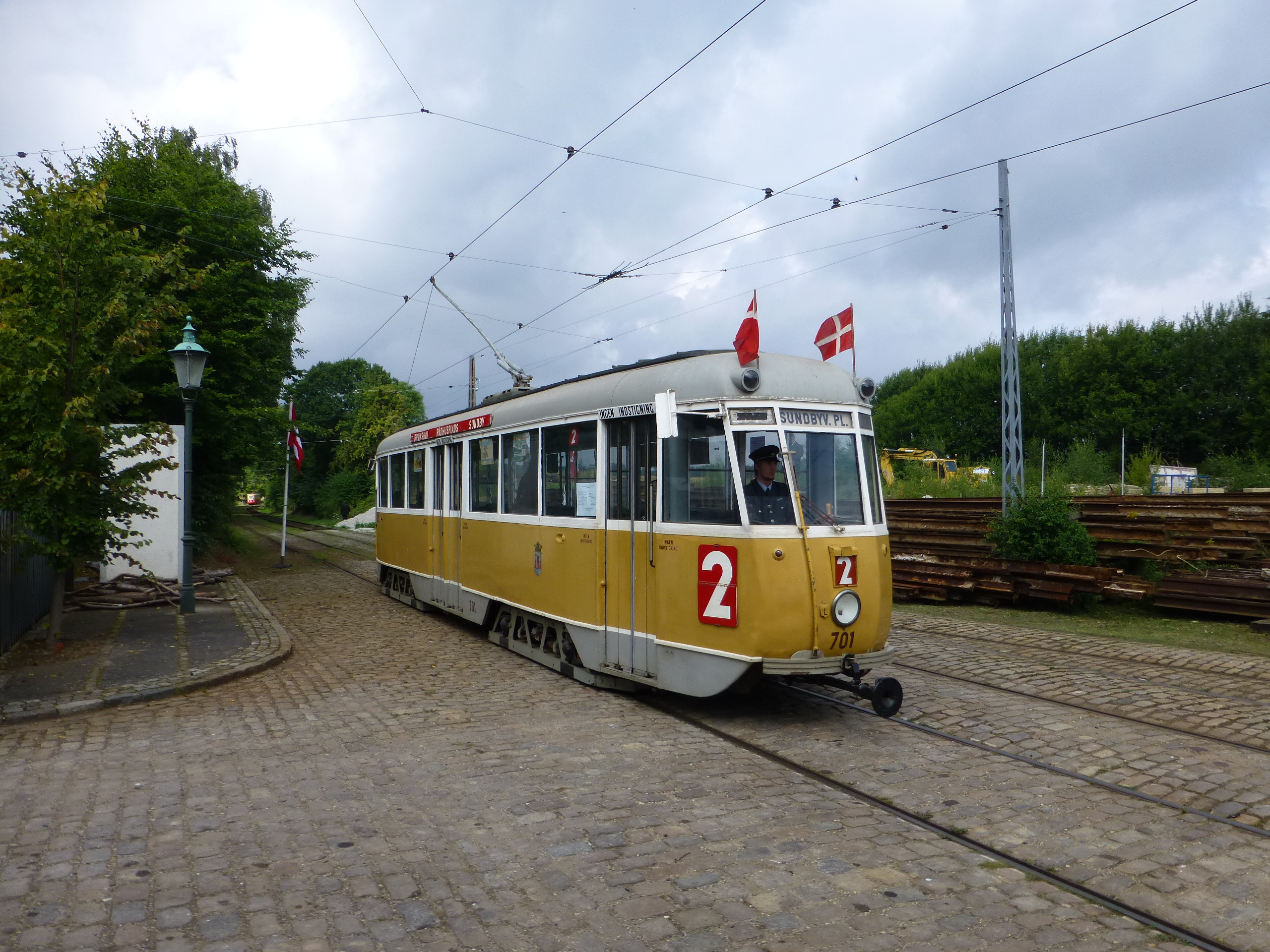
Gestroomlijnde vierassige motorwagen 701 als lijn 2; 31 augustus 2013.
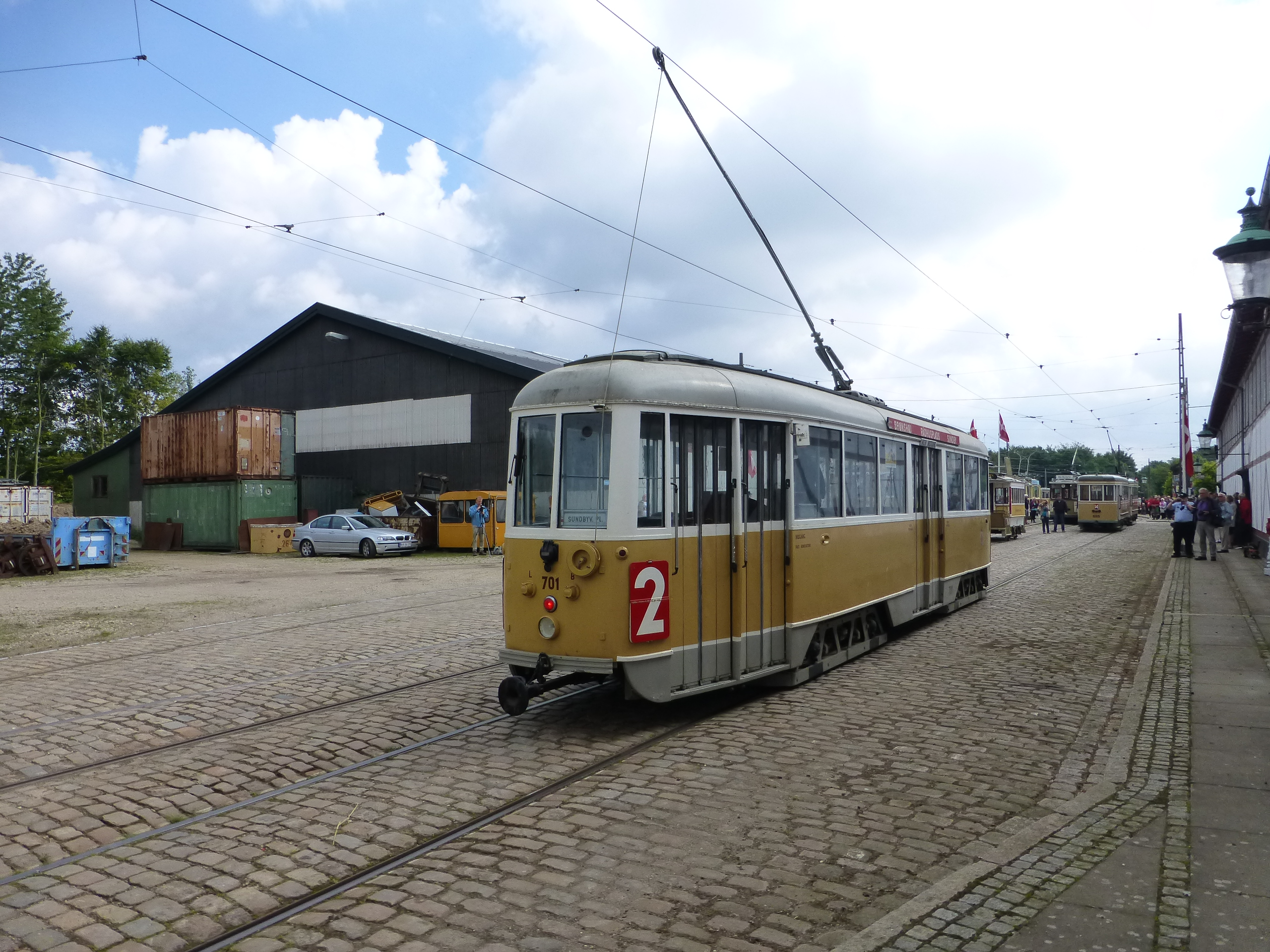
Gestroomlijnde vierassige motorwagen 701 als lijn 2; 31 augustus 2013.
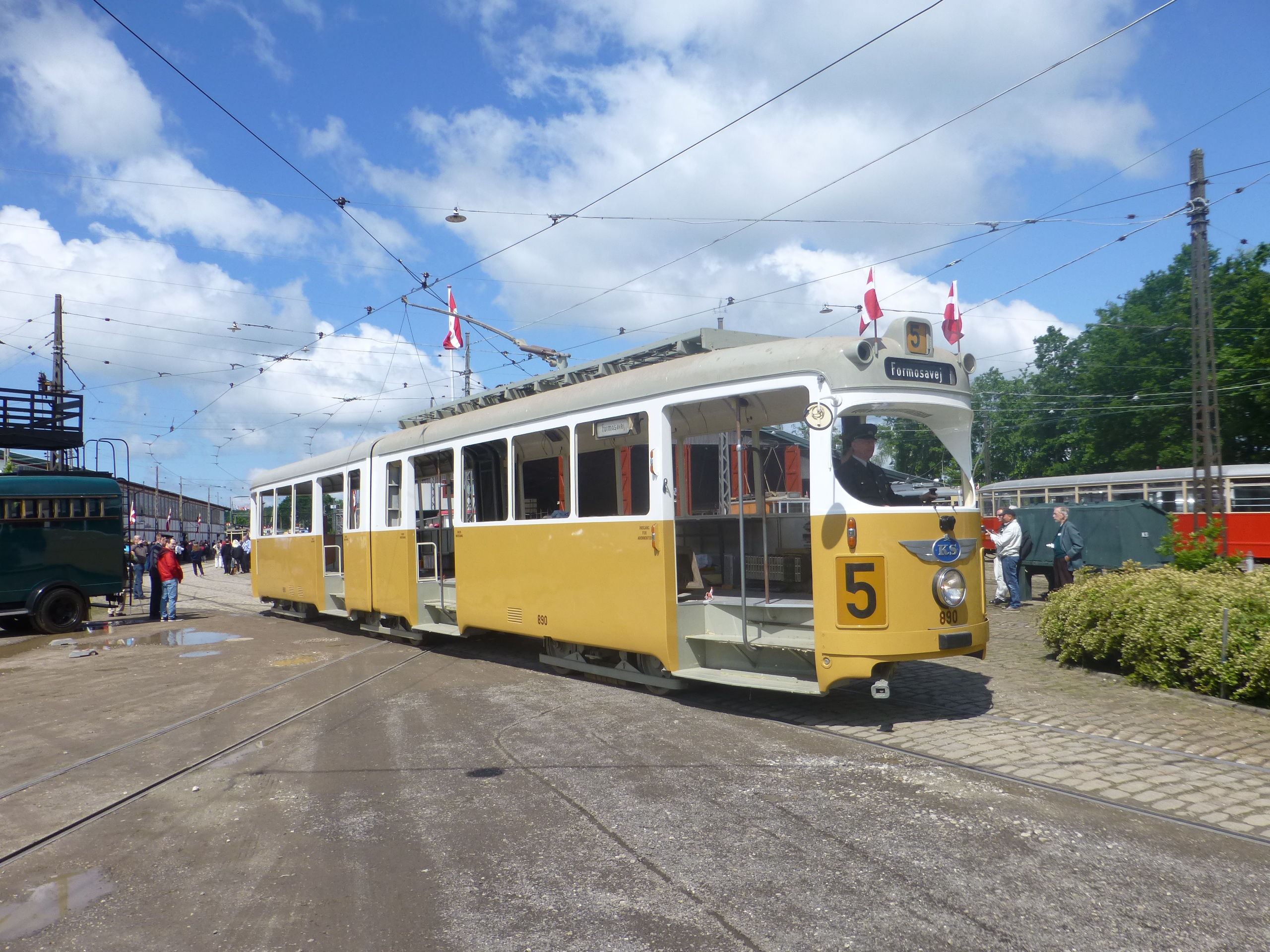
Ter gelegenheid van het vijftigjarige jubileum van de Sporvejshistorisk Selskab (Deense vereniging voor tramgeschiedenis) wordt de in restauratie zijnde gelede wagen 890 (uit 1966) aan het publiek getoond; 20 juni 2015.
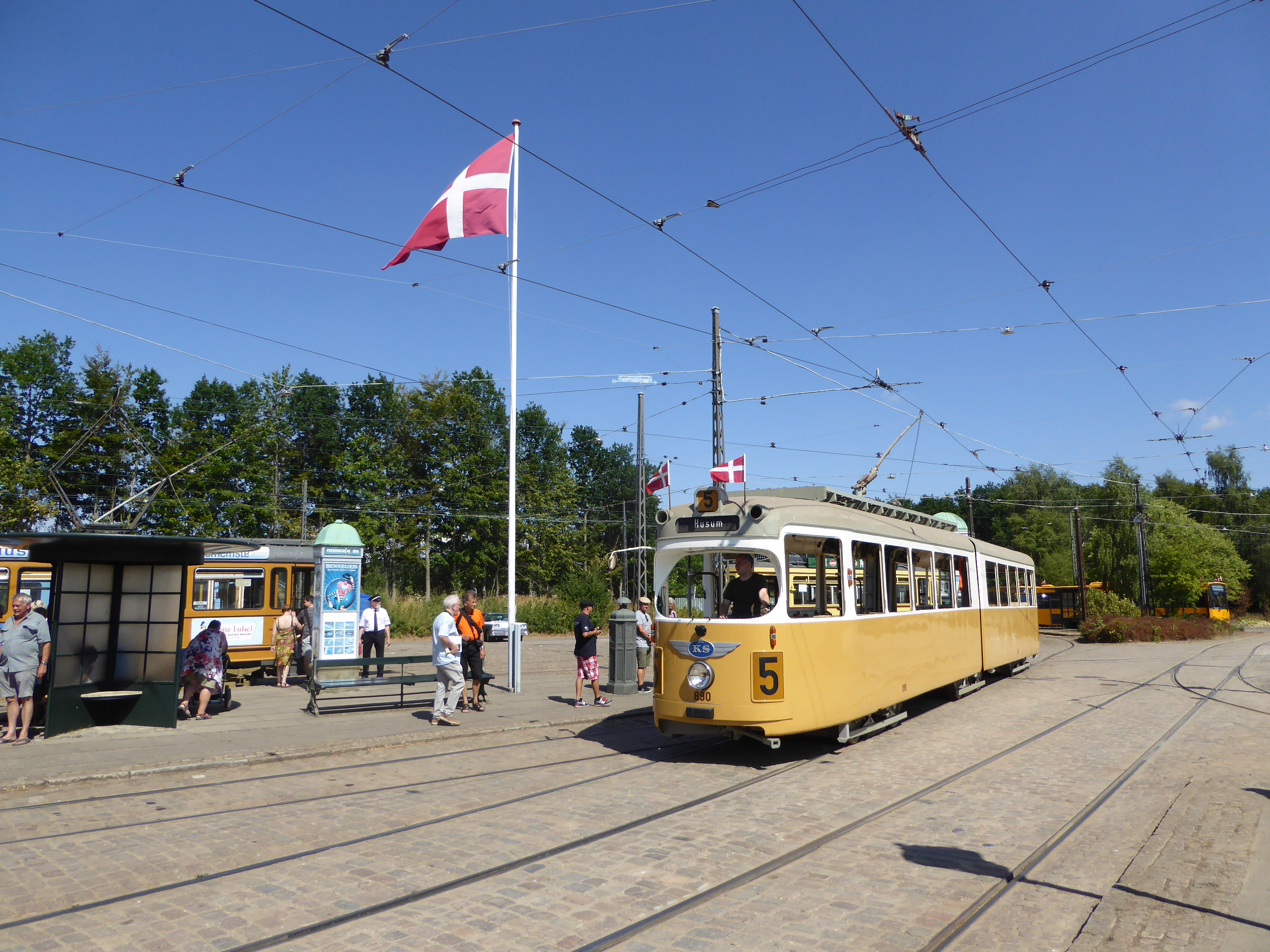
De uit Alexandrië teruggekeerde en in restauratie zijnde gelede wagen 890 (uit 1966) wordt aan het publiek getoond; 20 juni 2015.

### Kopenhaagse trams in Alexandrië (Egypte)

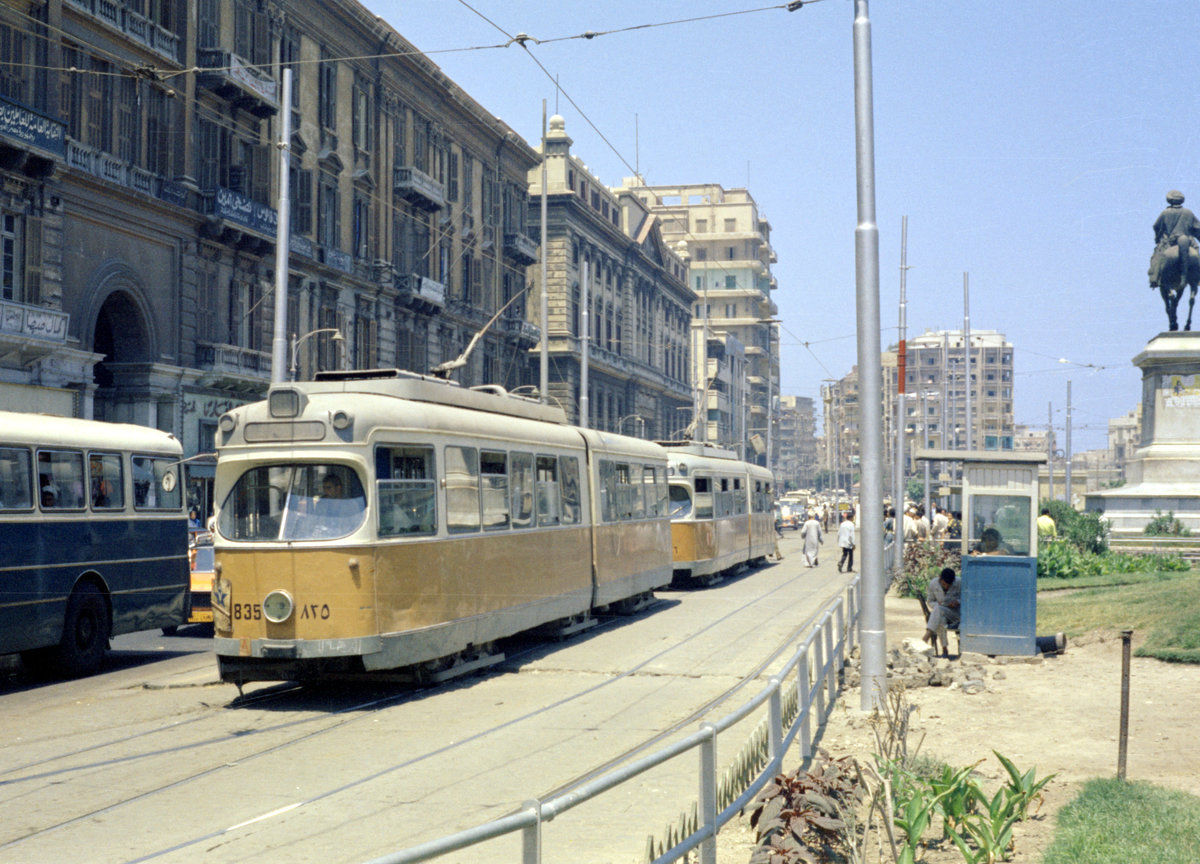
Gelede wagen 835 vijf jaar na aankomst in Alexandrië; 10 juni 1974.
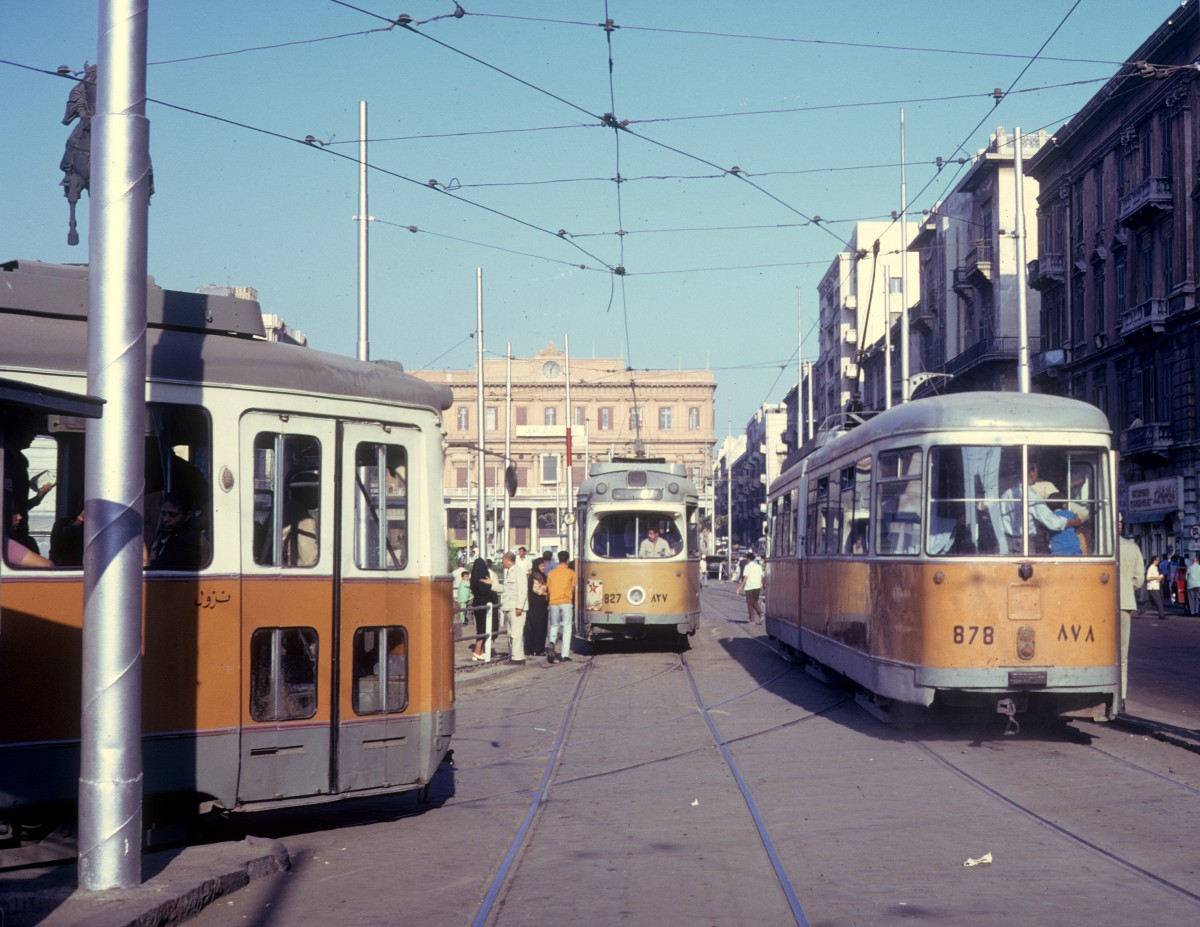
Drie voormalige Kopenhagense gelede wagens ontmoeten elkaar in het centrum van Alexandrië; 10 juni 1974.
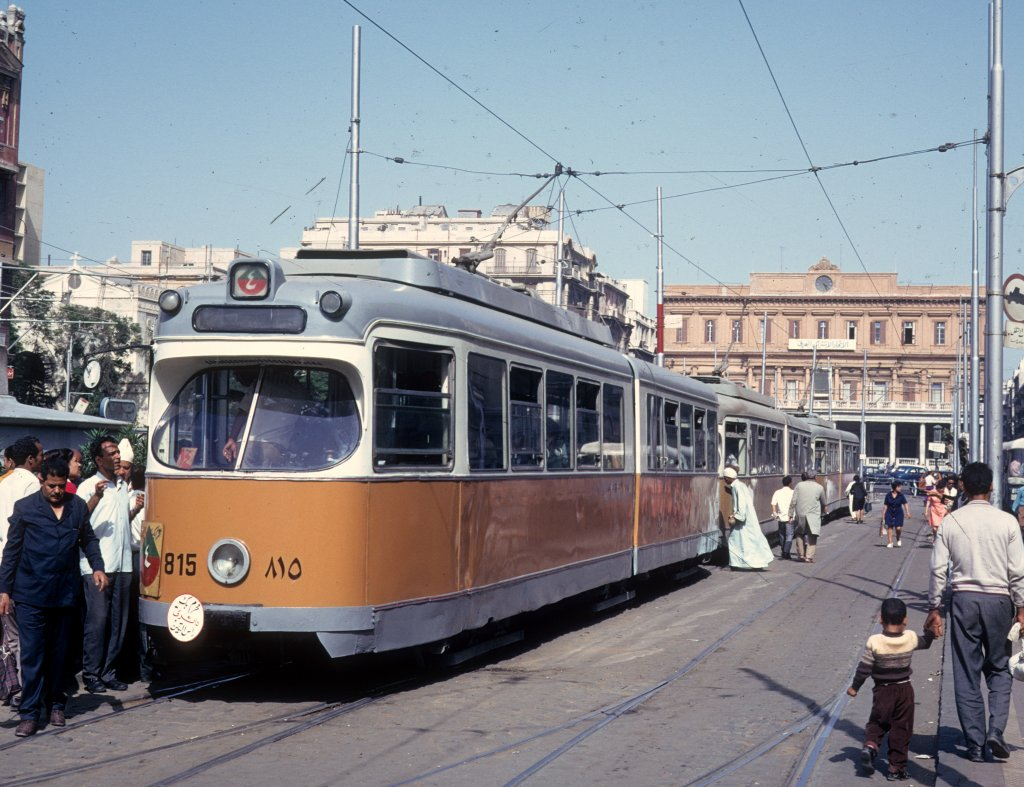
Gelede wagen 815; 13 juni 1974.
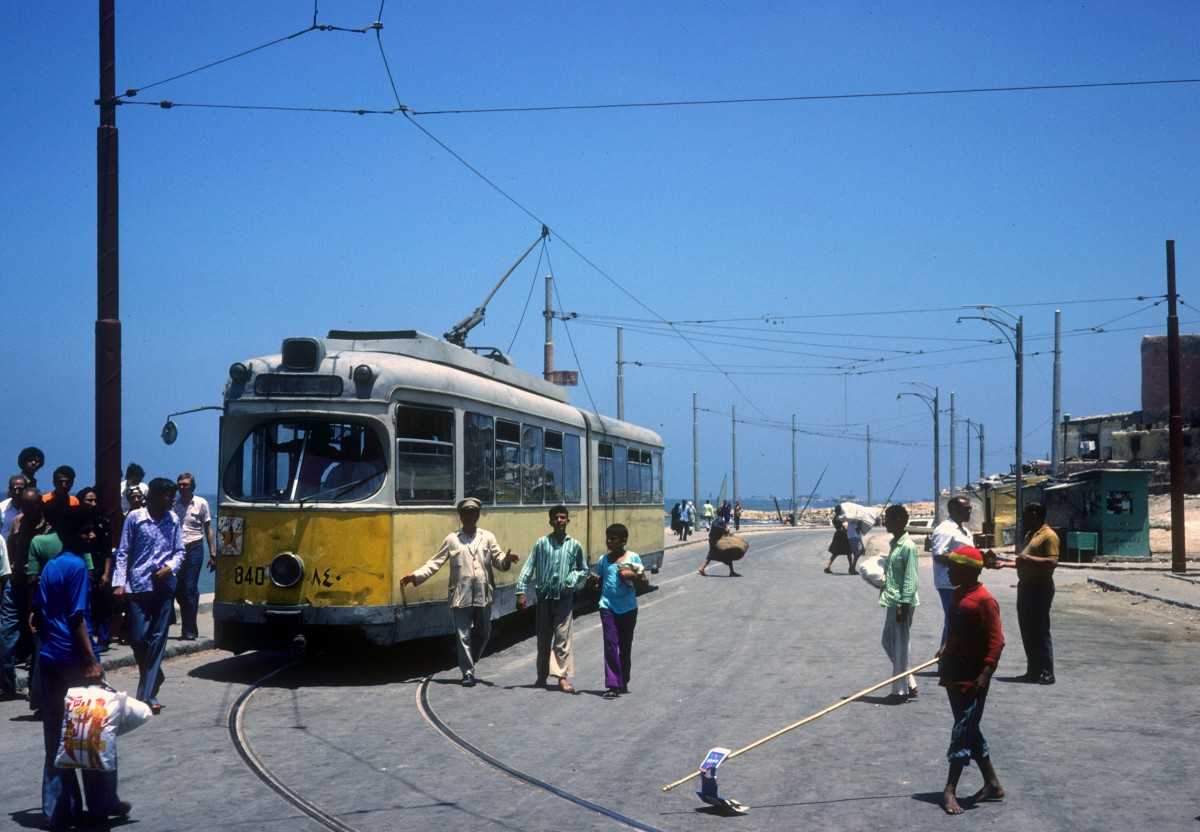
Gelede wagen 840; 22 juni 1977.
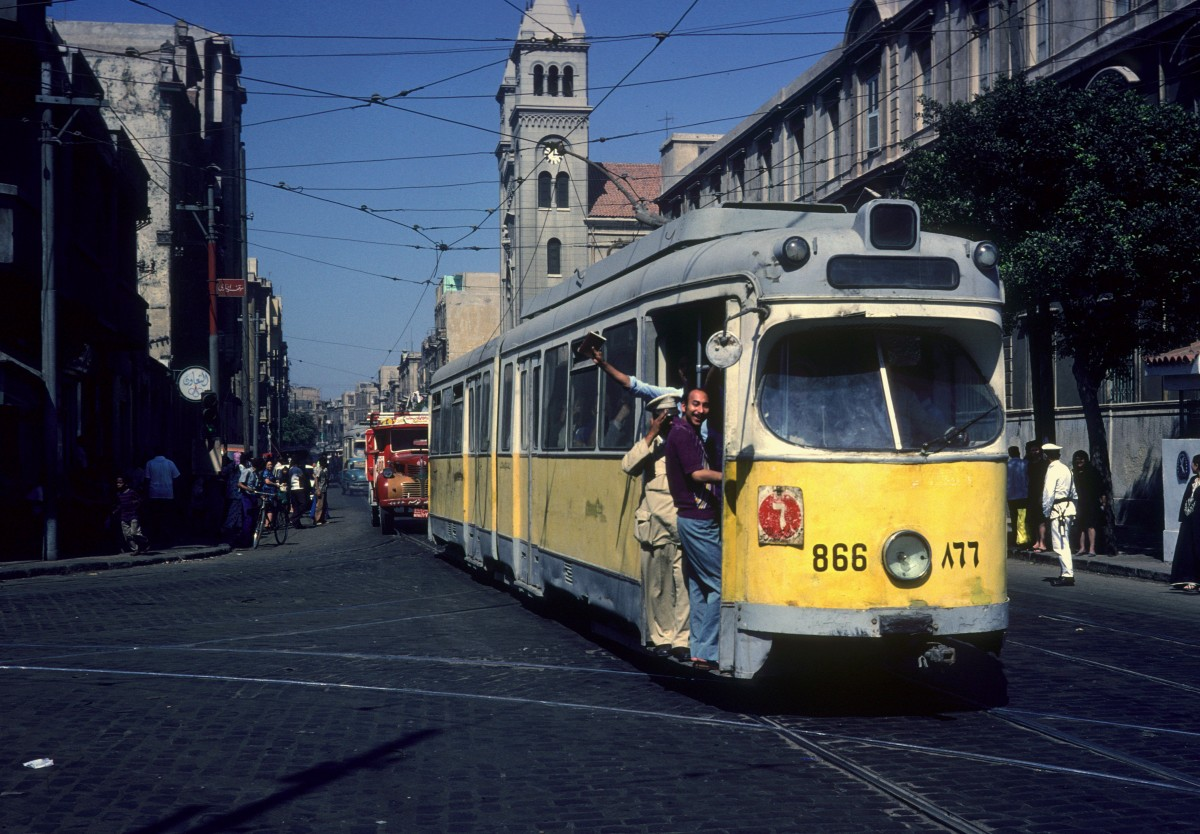
Gelede wagen 866 te El Awal; 23 juni 1977.
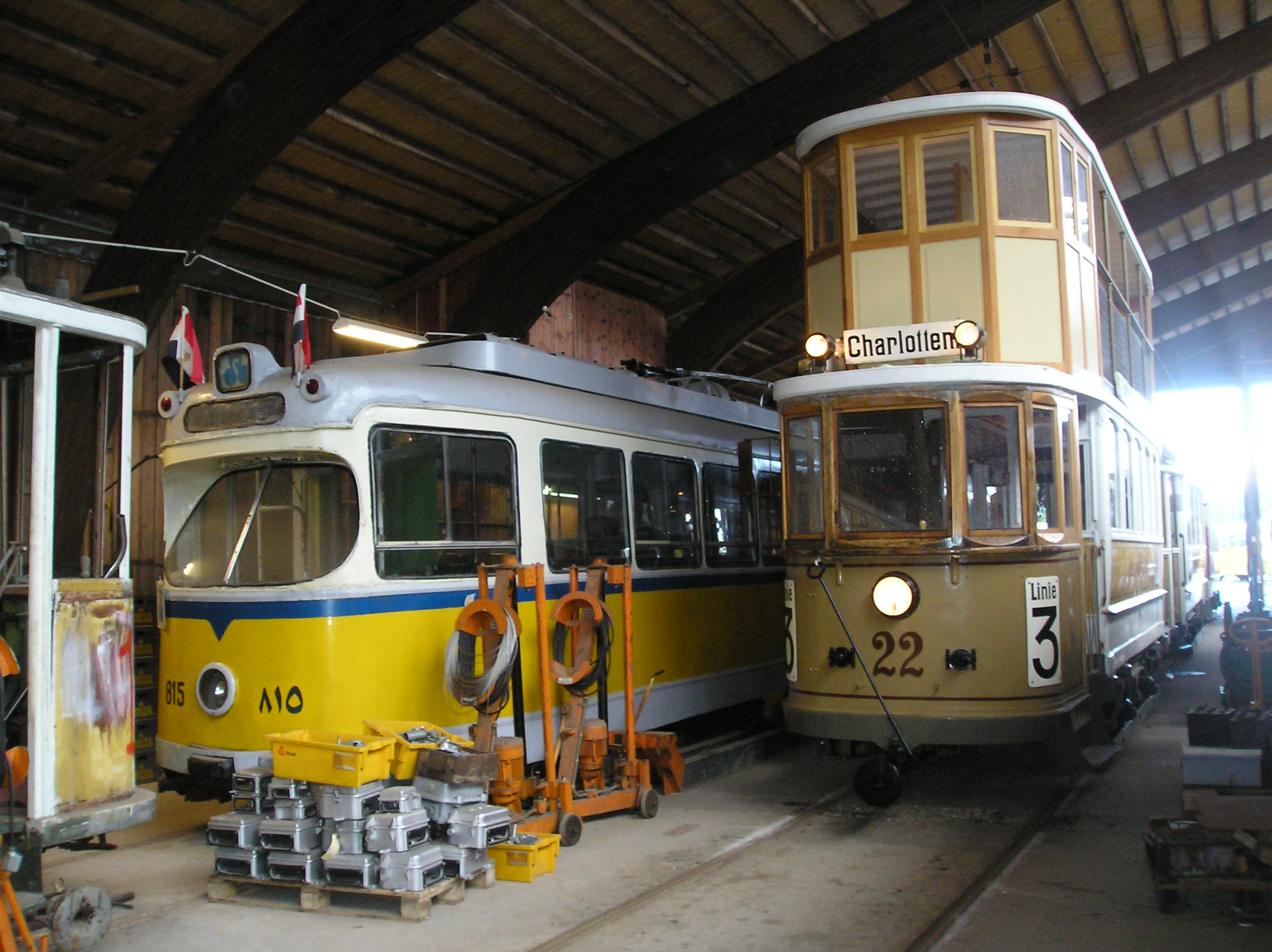
De uit Alexandrië in Denemarken teruggekeerde gelede wagen 815, naast motorwagen 22 in de remise van het Trammuseum Skjoldenæsholm; 12 augustus 1966.